# ネパール

ネパール
नेपाल

国の標語：जननी जन्मभूमिष्च स्वर्गादपि गरियसि
ラテン文字転写：Janani Janmabhumishcha Swargadapi Gariyasi
（サンスクリット：祖国は天国より素晴らしい）
国歌：何百もの花束

1 清との冊封関係は、清が1912年に崩壊するまで続いた。

ネパール（ネパール語: नेपाल）は、南アジアに位置する連邦共和制国家。首都であり最大の都市はカトマンズ。
東、西、南の三方をインドに、北方を中華人民共和国・チベット自治区に接し、バングラデシュとはシリグリ回廊で、ブータンとはインド・シッキム州で僅かに隔てられている。
国土は世界最高地点エベレスト（サガルマータ）を含むヒマラヤ山脈および中央部丘陵地帯と、南部のタライ平原から成る。ヒマラヤ登山の玄関口としての役割を果たしている。面積は約147,000 km2で、西北から東南方向に細長い内陸国となっている。

## 概要
ネパールは、多民族・多宗教・多言語国家であり、民族とカーストが複雑に関係し合っている。また、肥沃な平野、亜高山帯の森林に覆われた丘陵地帯、そして世界最高峰のエベレストを含む世界上位の10の高山のうち8つを含む多様な地理分布を有している。
「ネパール」という名称が初めて記録されたのは、インド亜大陸のヴェーダ時代の文献である。
紀元前1千年紀の中頃、ネパール地域北部の一部はチベットの文化と絡み合った状態で独自の文化圏を形成していた。中心部に位置するカトマンズ盆地はインド・アーリア人の文化と絡み合う形で独自の文化圏を形成しており、ネパール・マンダラとして知られるネワール王国の中心地でもあった。古代シルクロードのヒマラヤ支流は、「谷の商人」として知られたラサ・ネワールによって支配されていた。傍ら、国際的な風土であったこの地域では独特の伝統芸術と建築が発展している。また、仏教の開祖であるゴータマはこの当時の同国地域南部のルンビニで生を受けている。
18世紀までに、ゴルカ王国がネパール地域の統一を成し遂げた。シャー王朝はネパール王国を建国し、後にラナ王朝の宰相の下でイギリス帝国と同盟を結んだ。ネパール王国は植民地化されることはなかったものの、中華帝国と英領インド間の緩衝国として機能することとなった。議会制民主主義は1951年に導入されたが、ネパールの君主によって1960年と2005年の二度に亘って停止されていた。 1990年代から2000年代初頭にかけて発生したネパール内戦の結果、2008年に王制を廃止、2015年9月公布の憲法により、7州による連邦制国家となった。世俗的な国家体制が樹立されたことにより、世界最後のヒンドゥー教王政は終焉を迎えることとなった。
国際連合による基準では、後発開発途上国であると分類されている。世界で唯一四角形でない国旗を持つ国である。公用語はネパール語。
外交においてはインドと中国が主体となっており、インドとは1950年に、中国とは1960年に友好条約を締結している。経済では農業を主たる産業とし、ヒマラヤ観光などの観光業も盛んである。
ネパールは南アジア地域協力連合（SAARC）の常設事務局を設置しており、同連合の創設メンバー国となっている。また、1955年に国際連合（UN）に加盟し、非同盟運動およびベンガル湾イニシアチブにも加盟している。

## 国名
正式名称はネパール語のデバナガリ（デーヴァナーガリー）文字でनेपाल、ラテン文字転写表記は nepāl。
公式の英語表記は Nepal。
日本語表記は、ネパール。漢字表記は、尼婆羅。
国名の変遷
国際連合におけるネパールの正式国名の変遷は以下の通り。
- - 2006年8月22日：ネパール王国（Kingdom of Nepal）
- 2006年8月22日 - 2008年8月4日：ネパール（Nepal）
- 2008年8月4日 - 2020年12月14日：ネパール連邦民主共和国（Federal Democratic Republic of Nepal）
- 2020年12月14日 - 現在：ネパール（Nepal）

### 2020年の正式国名変更
2020年9月27日、K.P.シャルマ・オリ内閣は正式国名を「ネパール連邦民主共和国」から政体名を含まない「ネパール」とすることを閣議決定。後日各政府機関へ通達した。これに対して議会委員会は、2015年憲法8章83条に「ネパール連邦民主共和国」と記載されているとして異議を唱えた。また最高裁判所は今回の決定について書面での回答を求めた。変更を支持する憲法専門家の主張では、違憲性はないと判断している。
オリ政権は2020年11月16日付けで国名変更を国際連合へ通達し、2020年12月14日に承認された。これに続き、2021年1月に中央情報局（CIA）のオンライン版ザ・ワールド・ファクトブックと国際標準化機構（ISO）は正式国名を「ネパール」へ変更した。

## 国旗
国旗は1962年12月16日に採択されたものであるが、2008年から連邦民主共和制に基づく新政府へ移行した現在もこの図案を採用している。

## 歴史

### リッチャヴィ朝以前
- ネパールの中心、カトマンズ盆地には旧石器時代から人が住んでいたことが明らかになっている。ドゥマカールの遺跡で発見された木具を放射性同位元素で測定した結果、紀元前2万7400年ごろのものと推定された。また、タライなど旧インド文化圏の各地でも旧石器時代の遺物が発見されている[14]。
- 伝説では、カトマンズ盆地は太古の昔湖だった。スワヤンブー寺院を参詣しに来たマンジュシュリ（文殊菩薩）が湖を囲む山を剣で切り開き、湖水を流しだし人が住めるようにしたという[15]。
- また、「ネ(ne)」という名の牟尼（聖者）が、最初にこの地を「統治（pal）」 したので、「ネパール（Nepal）」の名が付けられたという伝説もある[16]。その他、ネパールの起源に関する伝説は数多く存在する。
- ネパールの古い歴史については「バンシャバリ」といわれる王朝王統譜が5種類伝えられ、「ゴーパーラ王朝」「マヒシャパーラー王朝」「キラータ王朝（英語版）」があったとされるが、信憑性は低い[17]。

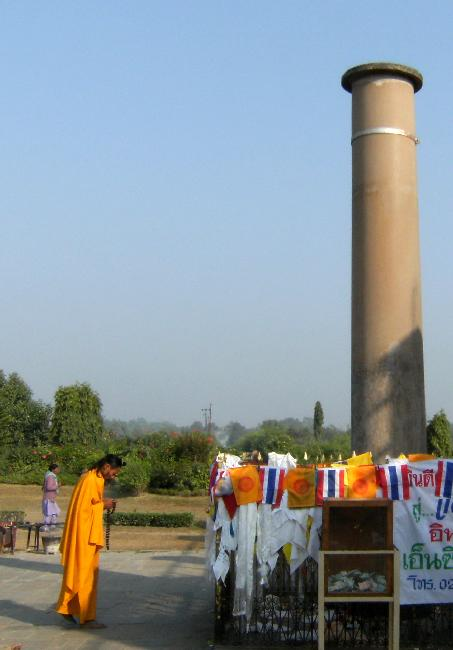
仏陀生誕の地と言われるルンビニ

- 紀元前6世紀 - 現在ネパール領のカピラヴァストゥの統治者の子として釈迦（仏陀）がルンビニで生誕し、北インドに教えを広めた。これらの地域は当時はインド文化圏に含まれていた。
- 紀元前3世紀 - インドのアショーカ王が釈迦の生誕地である南ネパールに巡礼を行い、仏塔を建立した。

### リッチャヴィ朝時代
4世紀にインド・アーリヤ語派の王族によるネーパーラ王国リッチャヴィ朝が成立した。リッチャヴィ朝は5世紀後半から6世紀にかけてカトマンズにマーナ宮を造営し、政治・行政機能を設けた。また7世紀初頭にはカイラーサ・クーラ宮、中葉にはバドラ・アディヴァーサ王宮を造営。またパンチャーヤト制やグティの原型となる住民組織を保護・育成し、また商業を奨励し都市経営の基盤を固めるなどした。チベットと文化的、経済的、政治的の密接な交流があり、宗教・商業上の中心地として繁栄した。

### 中世
リッチャヴィ朝の衰退に乗じて9世紀にはデーヴァ朝が興り、バクタブルに王都を築いた。ネワール文化が栄えた。続いて14世紀末にはマッラ朝が確立されたが、1450年ごろにバクタプル王国（バクタプル・マッラ朝）からカトマンズ王国（カトマンズ・マッラ朝）が独立する。その後1619年までにマッラ朝、パタン王国（パタン・マッラ朝）もカトマンズ王国から独立し、三王国並立時代となる。

### ゴルカ朝前期

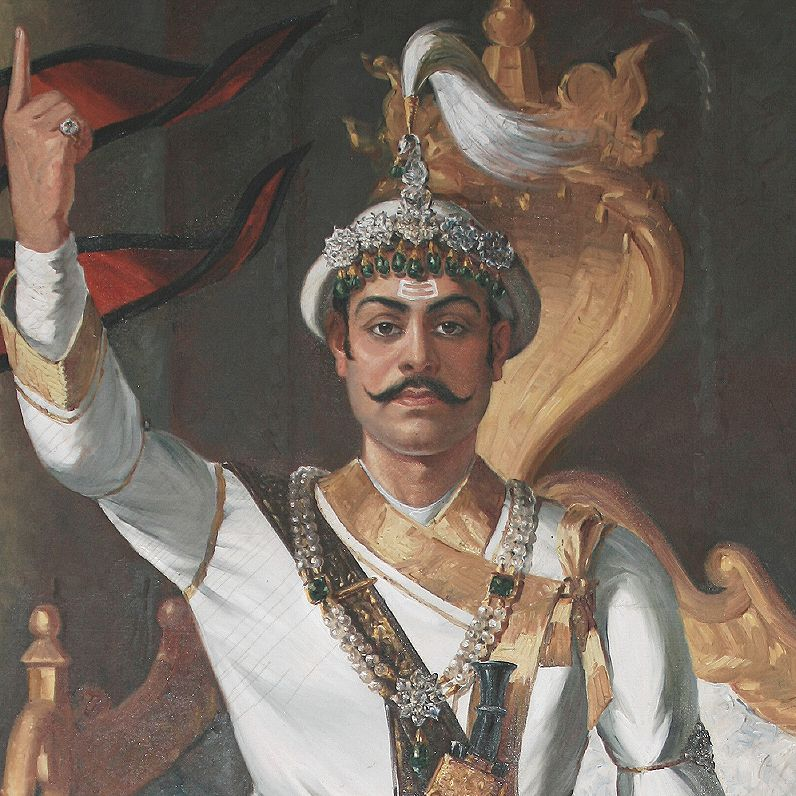
プリトビ・ナラヤン・シャハ

マッラ王朝は内紛・抗争で力を失い、18世紀前半にはカトマンズ西方の山地でゴルカ王国（ゴルカ朝）が勢力を拡大する。そして1768年から1769年にかけて、第10代ゴルカ王プリトビ・ナラヤン・シャハによってマッラ王朝は滅ぼされる。そして350の小王国に分かれていたネパールが統一され、ゴルカ朝はカトマンズを首都にネパール王国を作った。
- 1790年 - 1791年 - 清・ネパール戦争
- 1814年 - 1816年 - ネパール・イギリス戦争（グルカ戦争）
  - イギリス東インド会社との戦争の結果、善戦したが敗北。スガウリ講和条約により、西はマハカリ河以西、東はメチ河以東、および全タライ地方を放棄する代わりに、イギリスから毎年20万ルピーの支払いを受けることになった。（ただし、講和条約締結の9か月後にはイギリスは20万ルピーの支払いをやめて、タライの大部分をネパールに返還し、ほぼ現在の国境ラインに落ち着いた）このほか条約にネパール兵がイギリス軍傭兵に志願できるという条項を加えた。イギリスはネパールのことをグルカ（Gurkha＝ゴルカ）と呼んでいたので、ネパール人傭兵はグルカ兵（ゴルカ兵）と呼ばれるようになった。これが現在まで続き、ネパールは英印両国に毎年グルカ兵を提供している。

### ラナ家支配時代
- 1846年 - 宮廷内の虐殺事件を機にジャンガ・バハドゥル・ラナが宰相となる。以後、宰相はラナ家の世襲となり、1951年まで シャハ王家は傀儡となる。

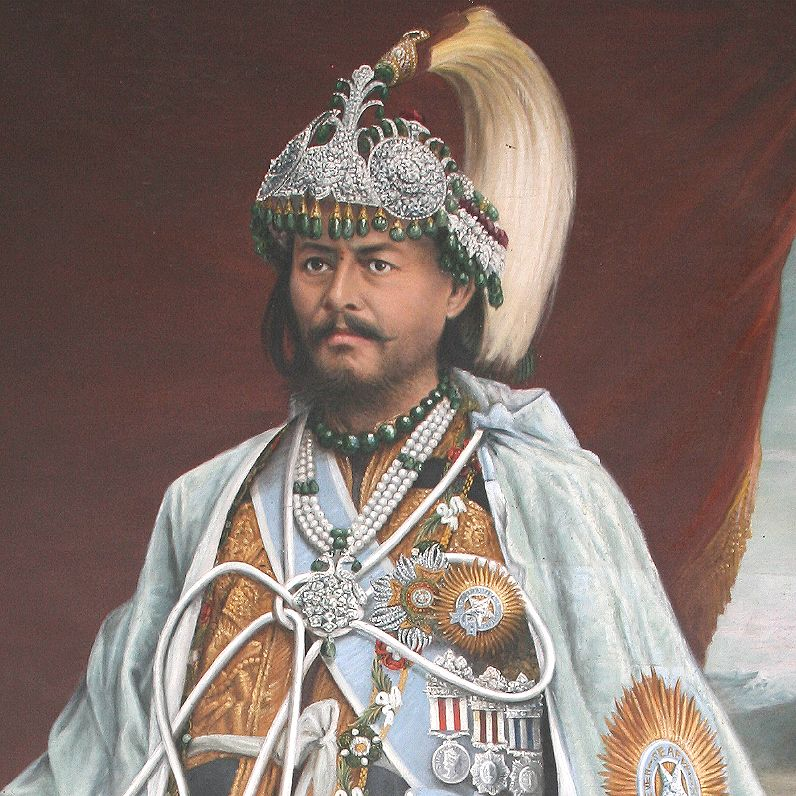
ジャンガ・バハドゥル・ラナ

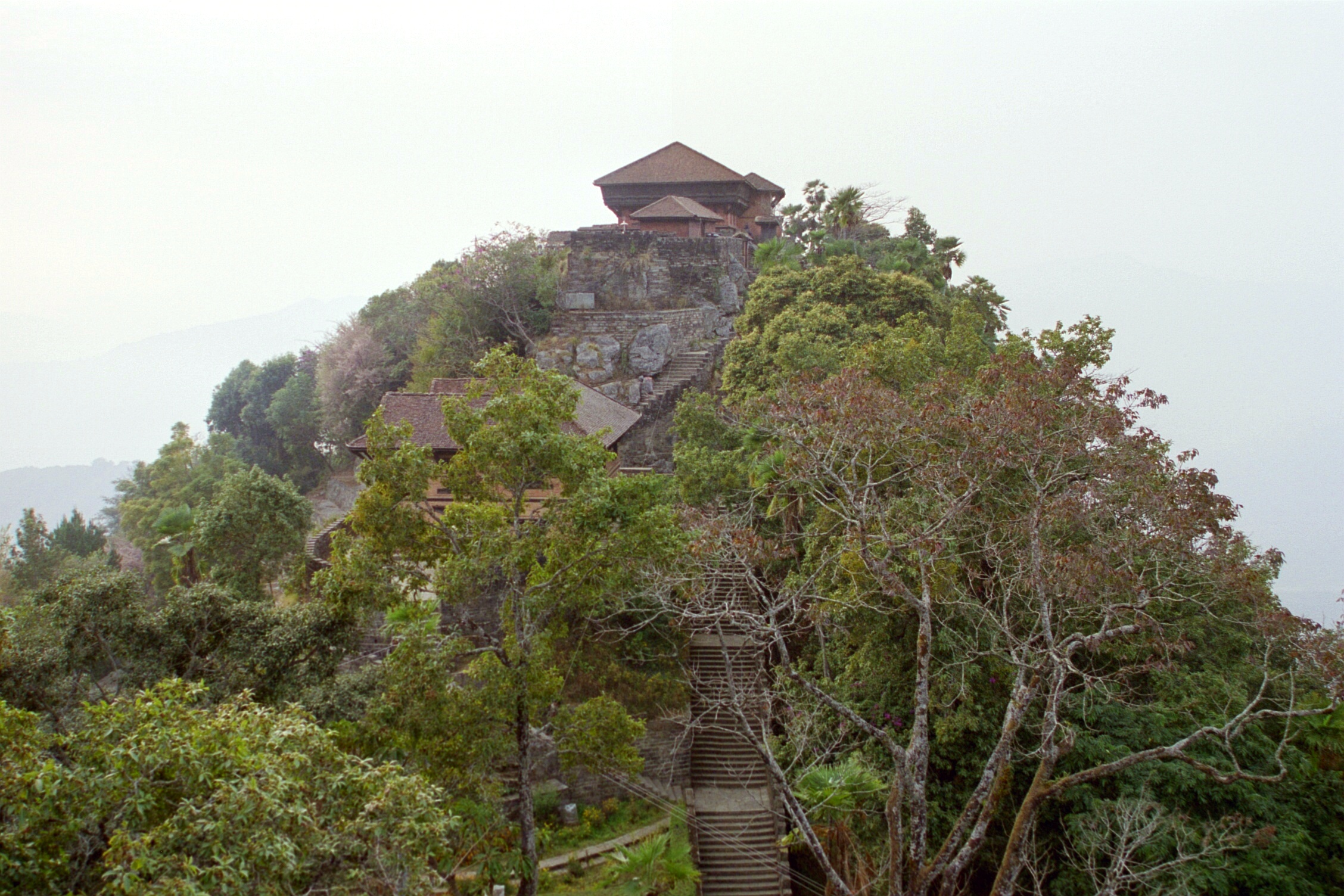
丘の上に建つ旧王宮

- 1854年 - ジャンガ・バハドゥル、近代的な大法典ムルキー・アインを公布。
- 1857年 - 1859年 インド大反乱（セポイの乱）で英軍を援助。
- 1914年 - 1918年 連合国として第一次世界大戦に参戦。
- 1910年代 - ワジリスタン戦争（英領インド）英軍を援助。
- 1919年 - 第三次英・アフガン戦争で英軍を援助。
- 1934年 - 1月15日に、ビハール・ネパール地震が発生。
- 1939年 - 9月4日に、連合国として第二次世界大戦に参戦。
- 1947年 - ネパール国民会議派（現在のネパール会議派の前身）結成。
- 1949年 - ネパール共産党結成。

### 王政復古
- 1951年 - トリブバン国王、亡命先のインドより帰国し王位に就く（王政復古）。ラナ家の支配終わる。立憲君主制を宣言。
- 1953年 - エドマンド・ヒラリー、テンジン・ノルゲイ、エベレスト初登頂。
- 1955年 - マヘンドラ国王即位。
- 1956年 - 日本国との外交関係を樹立。
- 1959年 - 初の総選挙。ネパール会議派・B.P.コイララが政権をとる。封建的諸制度の改革を急速に進め、国王との間に溝ができる。
- 1960年 - マヘンドラ国王がクーデターにより議会を解散。政治活動を禁止。全閣僚を逮捕。
- 1962年 - 新憲法制定。政党の禁止、国王に有利な複雑な間接民主主義「パンチャーヤト制」、ヒンドゥー教の実質国教化など。
- 1972年 - ビレンドラ国王即位。
- 1980年 - パンチャーヤト制の是非を問う国民投票。僅差で存続決まる。

### 民主化時代
- 1990年
  - 2月18日、パンチャーヤト制廃止、複数政党制復活を求めて民主化運動（ジャナ・アンドラン）起こる。ネパール会議派と共産系7政党が共闘。
  - 4月8日、ビレンドラ国王、政党党首とテレビ出演。複数政党制導入を約束。
  - 4月16日、国王、パンチャーヤト制の廃止を宣言。
  - 4月19日、国王、ネパール会議派のクリシュナ・プラサード・バッタライを首相に指名。
  - 11月9日、国民主権を謳った新憲法制定（1990年憲法）。
- 1991年
  - 5月12日複数政党制による30年ぶりの総選挙。ネパール会議派が勝ち、ギリジャー・プラサード・コイララが首相に。
- 1996年 - ネパール共産党毛沢東主義派（マオイスト）が王制を打破すべく、「人民戦争」を開始。（ネパール内戦）
- 2001年1月 - マオイスト、正式に人民解放軍を創設。

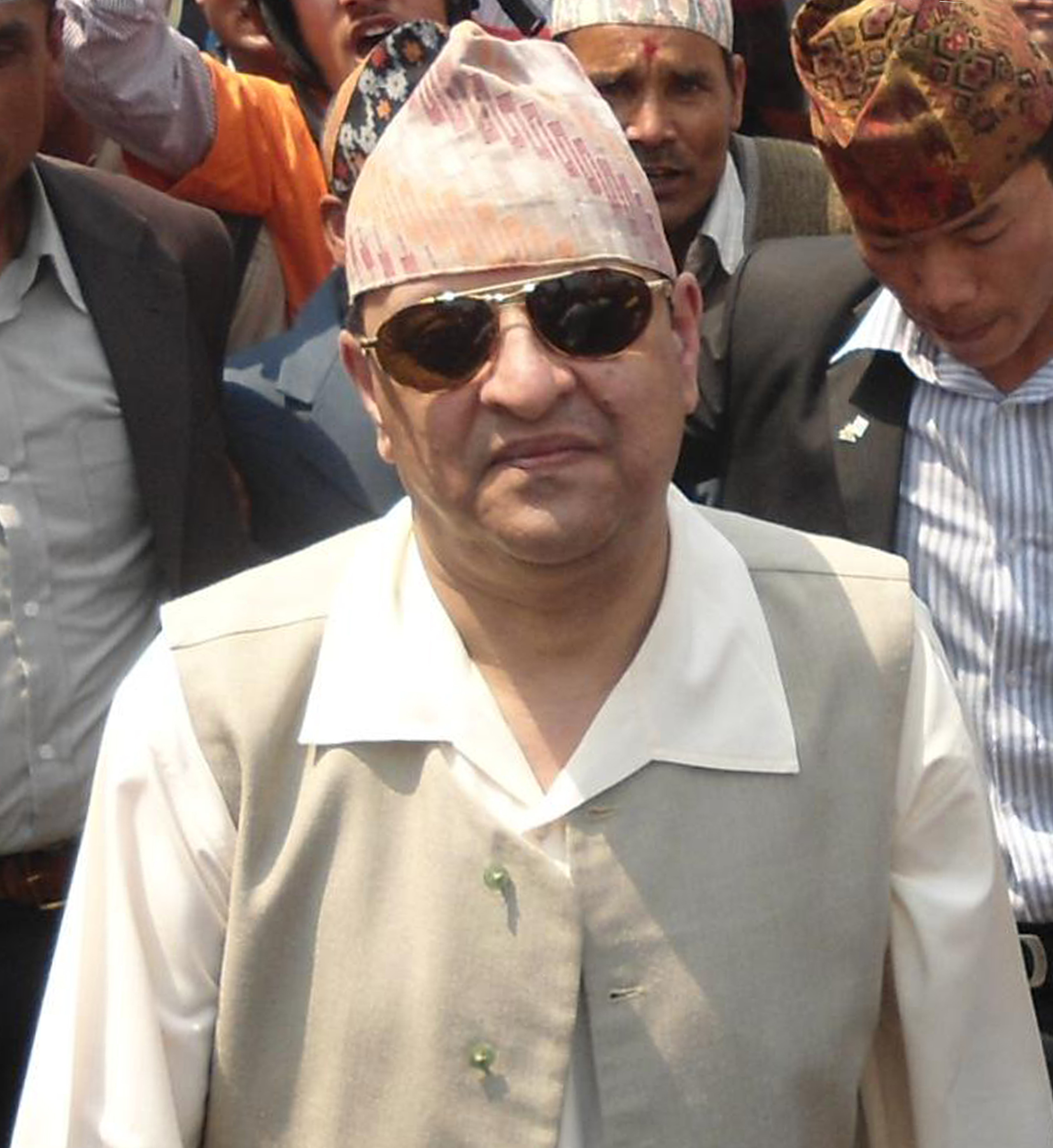
ギャネンドラ国王

- 2001年6月1日 - ネパール王族殺害事件によりビレンドラ国王らが殺害され、ギャネンドラ国王が王位につく。
  - ギャネンドラ国王は議会を停止。以後、国王・議会・マオイストによる混乱状態。
実質的には武力のない議会に力はなく国軍を掌握する国王派とマオイストによる内戦が続き、政府支配地域とマオイスト支配地域に分かれる。
アメリカが国王を支援。武器を供給するなどしたが、武装した農民がマオイストに合流するなど混乱に拍車をかける結果に。
- 2002年10月4日、ギャネンドラ国王はクーデターによりネパール会議派のデウバ内閣を停止、国王の親政を行う。11日、王党派のチャンダを首相に任命。
- 2004年6月 - 国民の声に圧されて国王は再びデウバを首相に任命。
- 2005年
  - 2月1日 - ギャネンドラ国王は再度議会・内閣を停止。絶対君主制を導入、非常事態宣言（実質上の戒厳令）を発令。4月末日に解除された。
  - 12月 - 議会内の7党連合と議会外の毛沢東派が和解、共にギャネンドラ国王の独裁と闘うことで合意。
- 2006年
  - 4月 - 7党連合、ゼネストを呼びかけ。民主化運動（ロクタントラ・アンドラン）が高まる。毛沢東派も抗議行動に参加。
  - 4月24日 - 国王が直接統治断念と国民への権力移譲、議会の復活を発表し、政党側に首相推薦を要請。27日、コイララ政権が発足。
  - 5月 - ネパール政府、毛派をテロ指定解除。
  - 5月18日 - 議会が国歌変更と政教分離（ヒンドゥー教の国教廃止）を満場一致で決定。
  - 11月21日 - 政府とマオイスト、無期限停戦を誓う「包括和平協定」に調印。2007年6月までに制憲議会選挙を実施することで合意。
- 2007年
  - 1月15日 - 下院、暫定憲法発布。その後、下院は解散。
  - 1月23日 - 国連安保理、国連ネパール支援団（UNMIN）を設立する安保理決議1740を全会一致で採択。国軍と人民解放軍の停戦を監視。
  - 2月 - ネパール南東部では暫定憲法に反対し地位向上を訴えるマデシ（インド系少数民族）の抗議行動が続き、地元警察との衝突により少なくとも21人が死亡。
  - 12月27日 - 暫定議会、ネパールの政体が連邦民主共和制になる旨の暫定憲法改正案を承認。
- 2008年
  - 4月10日 - 制憲議会選挙の投票が実施され、毛沢東派が第1党となったが過半数は獲得できず。
  - 5月28日 - ネパール制憲議会が招集され、新たな政体を連邦民主共和制と宣言して正式に王制が廃止された[21]。ギャネンドラ国王は退位し、ここにネパール王国（ゴルカ朝）は終焉を迎えた。

### 王制廃止以降
- 2008年
  - 6月11日 - ギャネンドラ前国王、王宮を退去。
  - 7月19日 - 初の大統領選挙。副大統領にパラマーナンダ・ジャー（マデシ人権フォーラム）当選。大統領はいずれの候補も過半数に達せず。
  - 7月21日 - 決選投票の結果ネパールの初代大統領にラーム・バラン・ヤーダブ（ネパール会議派）が選出される。
  - 7月23日 - ヤーダブ大統領、正式に就任。ジャー副大統領、就任式にインドの言語・ヒンディー語で宣誓し、マデシ以外のネパール人から激しい抗議行動を受ける。
  - 7月24日 - ネパール外務省、各国外交団に国家の正式名称を"Federal Democratic Republic of Nepal",略称を“Republic of Nepal"とするよう要請。
  - 7月28日 - 日本国政府、正式にネパールの国号を「ネパール連邦民主共和国」に改める。
  - 7月29日 - ジャー副大統領、ヒンディー語で宣誓し、混乱を引き起こしたことを陳謝。
  - 8月15日 - 首相に毛沢東派・プラチャンダ（プシュパ・カマル・ダハル）が選出される。
  - 8月31日 - プラチャンダ内閣、全閣僚が就任。毛派のほか統一共産党、マデシ人権フォーラムほかの連立内閣。
- 2009年
  - 1月12日 - ネパール共産党毛沢東主義派とネパール共産党統一センター・マサル派が合同し、ネパール共産党統一毛沢東主義派（統一毛派）となる。
  - 3月2日 - 統一毛派、145条からなる新憲法草案を発表。
  - 5月3日 - プラチャンダが毛派民兵組織の扱いを巡り対立していたルークマングド・カタワル陸軍参謀総長を解任。これに対し連立与党、野党、国軍が一斉に反発。ヤーダブ大統領、解任を取り消し首相を非難。
  - 5月4日 - プラチャンダが首相辞任。連立政権崩壊。
  - 5月23日 - マーダブ・クマール・ネパールが首相に選出される。
- 2010年
  - 6月30日 - マーダブ・クマール・ネパールが辞任を表明。しかし、後継首相を選ぶための制憲議会の首班指名選挙で誰一人過半数を獲得出来ず、同年9月まで8回の選挙が繰り返し行われた。
  - 12月11日 - 元国王・ギャネンドラの長男の元皇太子・パラスが泥酔、副首相・スジャータ・コイララ（英語版）の娘メラニー・コイララ・ジョスト（英語版）の婿と口論した末に発砲した容疑で逮捕されたが、三日後の裁判前に双方から発砲は無かったという発表があり釈放された。政治の混乱が続き王制復活への期待が出始めた矢先の出来事であった[22]。
- 2011年
  - 1月3日 - マーダブ・ネパールの引退表明から後任が決まっていなかった首相職にジャラ・ナート・カナールが指名されたが、混迷を収拾できず同年8月14日に辞表を提出した。
  - 8月29日 - ネパール共産党統一毛沢東主義派のバーブラーム・バッタライが首相職に指名され、プラチャンダ内閣内閣以来2年ぶりに統一毛派政権となった。
  - 11月1日 - ネパールの主要政党が歴史的な和平プロセスに合意したと、統一毛派のスポークスマンDinanath Sharmaが発表した[23]。
  - 12月2日 - 統一毛派内部で主流派のプラチャンダと強硬派のキランの間で、マオイスト軍戦闘員の内何人を国軍であるネパール軍に統合するか合意し、2,500人の更なる上積みを要求したところ、議会がこれを拒否し、Krishna Sitaula事務局長が「人数を増やして合意することは不可能だ。12月15日までの合意を不可能にするものである。」と指摘した。また、この動きで主流派内での権力争いはバッタライからプラチャンダに戻ったと観測されている[24]。
  - 12月16日 - 合意が任期内に出来ず、議会の会期延長が決定し、6ヶ月後の2012年5月13日までに全ての手続きを完了することになった[25]。
- 2012年5月- 合意が任期内に出来ず、制憲議会の任期満了。バッタライ首相は11月に選挙を行うとしていたが、政党間の調整がつかず失敗[26]。
- 2013年
  - 2月11日 - 主要政党が5月29日までに制憲議会選挙を行うことで合意[26]。
  - 3月14日 - 制憲議会再選挙実施のための選挙管理内閣発足。「内閣の議長」は最高裁長官であったキル・ラージ・レグミ[27][28]。
  - 7月6日 - 選挙管理内閣、制憲議会選挙を11月19日に行うと閣議決定[29]。
  - 11月19日 - 制憲議会選挙。ネパール会議派が第一党になり、毛派は大敗。毛派は不正選挙であると主張している[30]。
- 2014年
  - 1月 - 制憲議会開会
  - 2月 - ネパール会議派の新政権発足。首相はスシル・コイララ。
- 2015年
  - 4月25日 - 首都カトマンズ北西約80kmを震源とするマグニチュード7.8の地震発生（ネパール地震 (2015年)）。
  - 9月20日 - 2008年から制定作業を続けてきた制憲議会により憲法が公布された[5]。

- 2017年
  - 2017年5，6，9月 - 地方選挙を3回に分けて実施
  - 2017年11，12月 ‐ 州・連邦下院議会選挙実施　
  - 2018年3月 - オリ（UML党首）政権発足

## 政治

### 大統領・首相

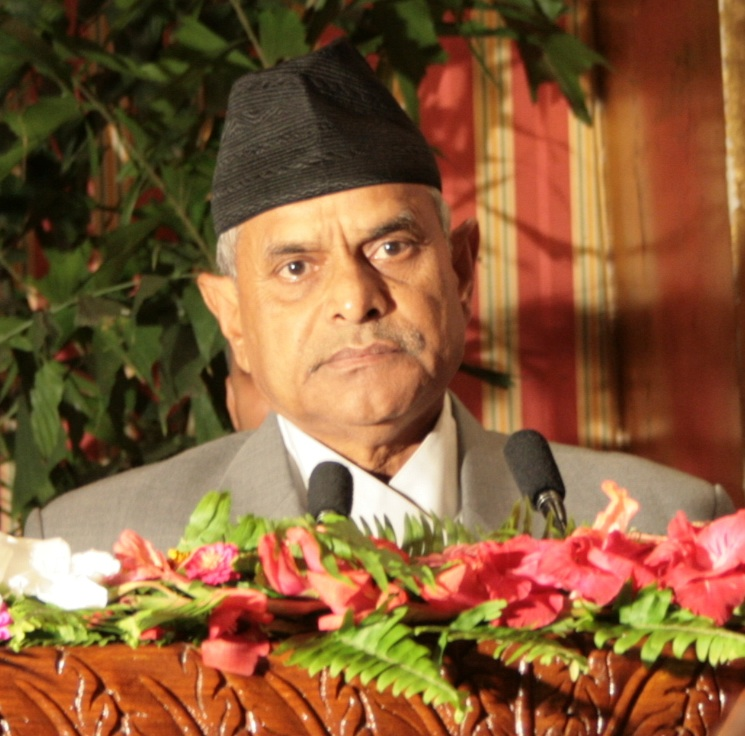
初代大統領ラーム・バラン・ヤーダブ

大統領は政治的実権を持たない、儀礼的な国家元首と規定されている。
大統領・首相は連邦議会における主要政党の合意または選挙の過半数で任命される。首相は連邦議会議員であることを要するが、大統領はこの限りではない。半数を超える候補のないときは再選挙を行う。大統領は軍の最高指揮権は持つが象徴的存在としての国家元首（Head of State）である。一方、首相は政府の長（Head of Government）として実権を持つ。ネパール初代大統領にはラーム・バラン・ヤーダブ（ネパール会議派）が当選している。2015年9月の新憲法制定後、元国防相のビドヤ・デビ・バンダリが選出された。

### 制憲議会
本格憲法制定（現在は「暫定憲法」）を目的とする議会で、政府と毛沢東派の「包括的和平協定」で設立が決まった。任期は2年間。2008年4月10日に選挙が行われた。通常の立法機関としての機能も持ち、首相や大統領の任命権も持っている。定数601議席。議長は暫定的にクル・バハドゥール・グルン（ネパール会議派）が務めていたが、7月22日正式の議長としてスバス・ネムワン（統一共産党出身）が満場一致で選出された。
制憲議会は2次にわたり、2015年9月20日に新憲法公布、2017年11月26日連邦議会選挙が実施された。
2019年現在の連邦議会は、両院制であり、上院に当たる国民議会（National Assembly）が59議席、下院に当たる代議院（House of Representatives）が275議席、合計334議席となっている。両院とも、2019年時点で殆どを下記の4党が占めている。特に、ネパール共産党は、国民議会で59議席中42議席、代議院で275議席中174議席を占める。
政党
主要政党の詳細は各記事を、小政党の詳細はネパールの政党を参照。

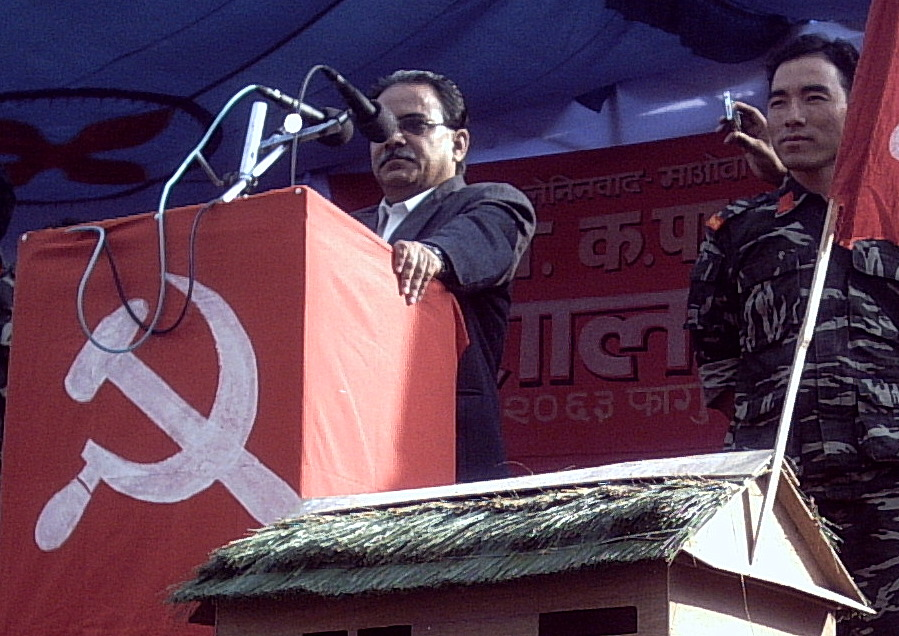
演説を行うプラチャンダ議長（統合前のネパール共産党統一毛沢東主義派当時）

- ネパール共産党：ネパール共産党統一毛沢東主義派（旧・ネパール共産党毛沢東主義派、マオイスト、毛派とも。）とネパール共産党統一マルクス・レーニン主義派（日本では統一共産党の略称が一般的。）が2018年5月に統合してできた政党。しかし2021年3月に最高裁判所によって統合は無効とされ、現在は別々に活動している[32]。
- ネパール会議派：コングレス党とも。
- ネパール社会党：ネパールナヤ・シャクティ党とネパール連邦社会主義フォーラムが2019年5月に統合してできた政党。党首は、かつて首相[首相当時は、マオイスト所属]を務めたバーブラーム・バッタライ。また、ネパール連邦社会主義フォーラムは、マデシ人権フォーラム（正しくは「マデシ人民の権利フォーラム」と訳すべきであるが、日本ではこの訳が定着してしまった。かつてマデス地方の人々の利益を代表する地域政党。）とネパール連邦社会党とカス・サマベシ党（Khas Samabeshi Party）が2015年6月に統合してできた政党であった。
- 国家国民党ネパール：タライ・マデシ民主党と友愛党とネパール・サドバハワナ党とタライ・マデシ・サドバハワナ党と、マデシ人権フォーラム（共和派）と国民マデシ・サマジワディ党(Rastriya Madhesh Samajwadi Party)が2017年4月に統合してできた政党。マデシ系の政党である。

### 行政機構
ネパールの政府機構は非常に複雑である。官僚機構は内閣の各大臣（Minister）に直結しておらず、首相、そしてその下におかれたChief Secretary（直訳すれば官房長官、実質的には事務次官会議を総括する内閣官房副長官にあたるのかもしれない）が統括し、各省庁にはSecretary（日本で言えば事務次官のようなものか？）がおかれ、各省庁を統括している。こうしてみると、内閣は首相の諮問機関のような役割に見える。非常に首相に権限が集中するシステムに見える。
- 外部リンク ネパールの行政機構（ネパール政府首相府HP） - 行政組織図（英語）

## 国際関係
ネパールの外交の基本方針は非同盟中立である。また、隣国のインドと中国と深い関係を持っている。条約により、インドとネパールの国民はビザなし、パスポートなしで両国を行き来できる。また、ネパール国民はインドで自由に働くことができる。このようにネパールとインドが密接な関係を持っているにもかかわらず、ネパールはしばしば、問題の多い中印関係に翻弄されてきた。アメリカは長年、毛派をテロ集団と位置づけ、国王を援助してきたが、民主的な選挙で第一党となったことで、友好的な態度に変わった。

### インドとの関係
経済的依存が大きい。ネパール南部はマデシと呼ばれるインド移民がおり親インド的でインド政府は彼らを支援し影響力を維持しようとしている。領土問題もある。共産党に政権が変わってからはマデシの野党議員が領土問題でネパール政府の意見に異を唱えるなどインドの影響力の増加から反インド政策を打ち出している。
2008年8月22日、プラチャンダ内閣の外務大臣としてマデシ人権フォーラム党首・ウペンドラ・ヤーダブが就任した。
2009年6月4日、マーダブ・クマール・ネパール内閣の外務大臣として、ネパール会議派所属のスジャータ・コイララ（女性）が就任した。

### 中国との関係
社会主義や共産主義を掲げる政党が多い為、現在においても親中政権だと言われている。
2008年中国のチベット政策に対する抗議活動を抑圧するようネパールに要請した。2008年4月17日、ネパール警察は、中国との良好な関係を維持するため500人以上のチベット人の活動家を逮捕した。ヒューマン・ライツ・ウォッチは、中国からの要請により、ネパールのチベット人は、政治的活動、文化活動、宗教活動を厳しく制限され、ネパール治安部隊から日常的に人権侵害を受けているとしている。また、ネパールは一部のチベット人を中国へ強制送還しているともされ、これはネパール政府と国連難民高等弁務官事務所との紳士協定や、ネパールにチベット人難民の強制送還を禁じる国際法に違反している。
8月15日選出されたプラチャンダ元首相は、最初の外遊として北京オリンピックの閉会式への参加という形で訪中し、胡錦濤国家主席、温家宝首相と会談している。慣例ではネパール首相が最初に訪れる外国はインドであり、異例の外交といえる。
2018年9月オリ首相は中国と天津など海港4ヶ所、蘭州など陸港3ヵ所の使用を合意。貿易を依存するインドによる度々の国境閉鎖が背景にあるという。

### 日本との関係
日本とネパールの関係は良好である。要点は次の通りである。
- 経済援助額はイギリスについで世界第二位である。
- 国連の停戦監視団に6名の自衛官を派遣している。
- 制憲議会選挙に選挙監視団を派遣している。

2007年10月10日にはサハーナ・プラダン元外相が訪日し、高村正彦外相と公式に会談した。プラダンは日本による投票箱の供与や国連監視団の協力に感謝し、日本の国連常任理事国入りを支持した（国連総会でも日本の常任理事国入りを支持する演説を行っている）。
また、毛沢東派のプラチャンダ議長は政権就任前、日本にガジュレル政治局員を非公式に派遣した。ガジュレルは、日本・ネパール友好議員連盟会長の二階俊博衆議院議員や当時の木村仁外務副大臣と会談し、また、共同通信のインタビューも受けている。
2008年7月16日には日本から宇野治外務大臣政務官がネパールを訪問、当時のギリジャー・プラサード・コイララ首相のほか、毛派のプラチャンダ議長ら、各党の幹部と個別に会談した。制憲議会発足後初めての要人訪問である。
また、8月中旬、ネパール統一共産党前総書記のマーダブ・クマール・ネパール元副首相（のちに首相）が訪日している。
2009年2月6日、プラチャンダ内閣の閣僚として初めてバーブラーム・バッタライ財務大臣が訪日した。
2009年6月4日現在の日本の在ネパール特命全権大使は水野達夫、ネパールの在日本特命全権大使はガネシュ・ヨンザン・タマンである。
2018年1月現在の駐ネパール日本大使は小川正史、駐日ネパール大使はプラティヴァ・ラナである。
社団法人日本ネパール協会が交流の中心になっている。

## 軍事

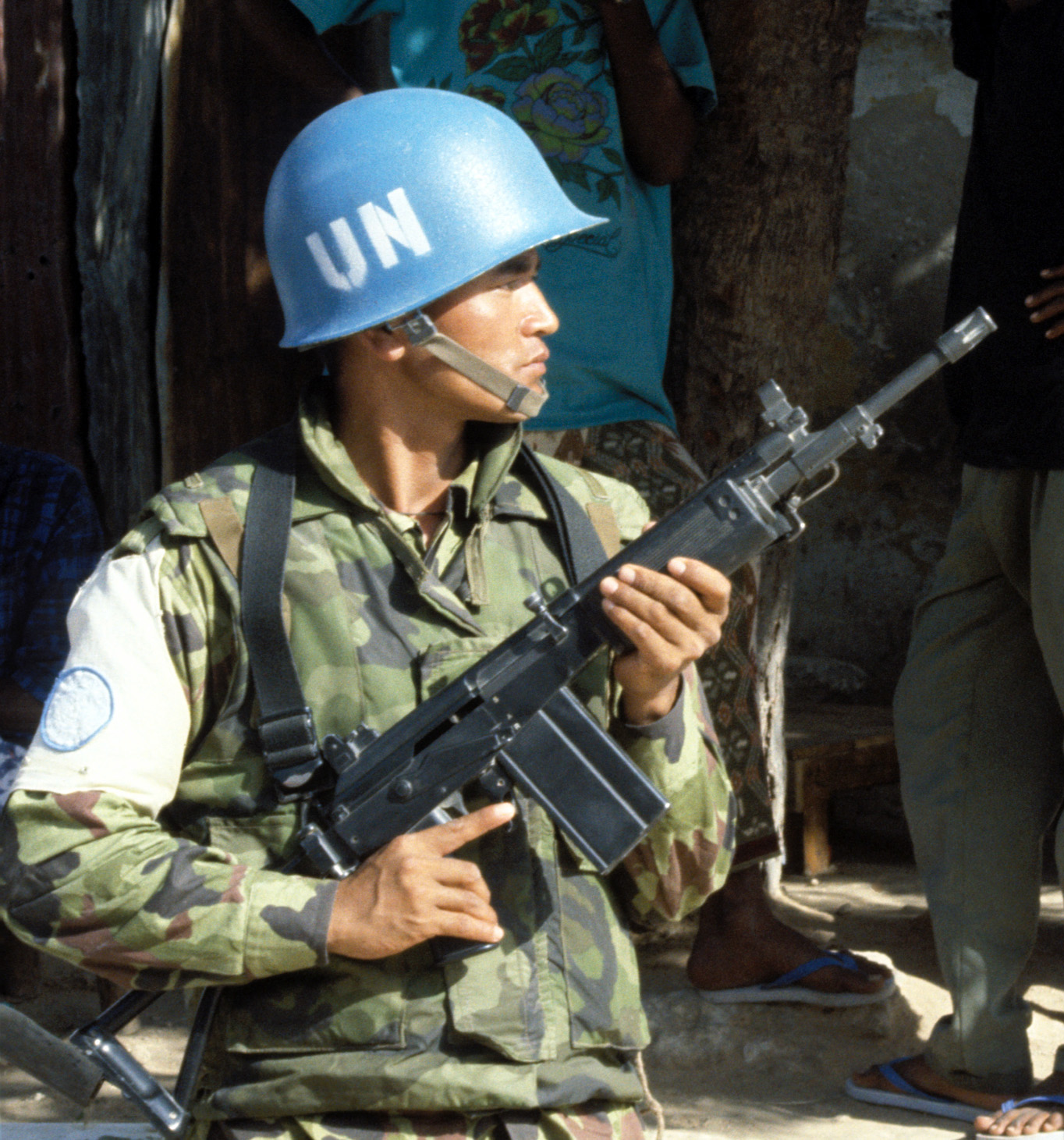
国連軍として活動するネパール兵

ネパール軍は、陸軍航空隊を含むネパール陸軍から構成される。王制時代は「王立ネパール陸軍」（Royal Nepal Army）と呼ばれていた。95,000人の兵員、各地方に置かれる6個師団および、航空旅団、空挺旅団、治安旅団の独立の3旅団からなる。
志願兵制であり、軍への登録は18歳から可能である。2004年の統計で、ネパールの軍事予算は9920万ドルで、GDP比は1.5%である。武器、装備の多くはインドから輸入されている。1990年の憲法では軍の最高指揮権は国王にあるとされたが、現在は大統領が最高指揮権を持っている。
また、今まで国軍と敵味方として戦ってきた毛沢東派のゲリラ組織、ネパール人民解放軍と合同するのか、しないのかも困難な課題として、制憲議会で議論されていた。2011年11月に主要政党の間で軍統合問題を含めた「7項目の合意」成立により軍統合の作業が始まった。当初の合意では、6,500人の戦闘員をネパール国軍に統合することになっていた。しかし、統合の方法が「侮辱的である」として引退を希望した人が多かったこと、学歴や年齢がネパール国軍の基準を満たさなかったために選抜から外された人がいたことにより、第一段階の分類作業では約17,000人（その内、統合希望者約9,500人）の戦闘員が参加したが、2度の分類作業により、最終的に士官候補71人を含む1,442人（女性105人を含む）がネパール国軍に統合されることになった。
これらの戦闘員は統合後の階級が決まらないままに、2012年11月25日からネパール国軍の施設で9ヶ月間の訓練に入った。戦闘員はネパール国軍に新たに設置されたGeneral Directorate of National Development, Forest Protection and Calamity Management（この部隊はマオイストの元戦闘員35パーセント、政府治安部隊員65パーセントの人員からなる。）に配属され、非戦闘員としてインフラ建設や森林保護、災害救助などの分野で働くことになっている。階級の問題については、2013年3月13日に成立した主要政党間の合意で、1人に大佐、2人に中佐のポストが与えられることになった。
2007年から2011年まで、政府軍と人民解放軍の停戦を国連（UNMIN）が監視していた。この国際連合ネパール支援団には日本の自衛隊からも6名が、現地時間2011年1月15日の国連の活動終了まで派遣されていた。
国防大臣は、2018年2月26日に就任したネパール共産党のイシュウォル・ポクレルである。国軍制服組のトップは、2018年9月9日に就任したプルナ・チャンドラ・タパ陸軍参謀総長である。プルナ・チャンドラ・タパは、2015年1月19日から2016年2月7日まで国際連合兵力引き離し監視軍の司令官を務めていた。

### 民間軍事会社
ネパールはグルカ兵を世界中に派遣する世界有数の民間軍事会社のコントラクター派遣国でもあり、中世スイスのように実質的な傭兵も大きな産業となっている。グルカ・セキュリティー・ガーズ (GSG) を初めとしてグルカ・セキュリティー・グループと呼ばれる民間軍事会社が形成されている。一人当たりのGDPが1200ドルほどしかなく農村の平均年収が300ドル以下のネパールでは月収1000ドル以上のコントラクターの給与は大変な高給であり、傭兵で一攫千金を夢見る人間が多く出ている。なお、ネパール政府は民間軍事会社の法規ともいえるモントルー文書を批准していない。

## 地理

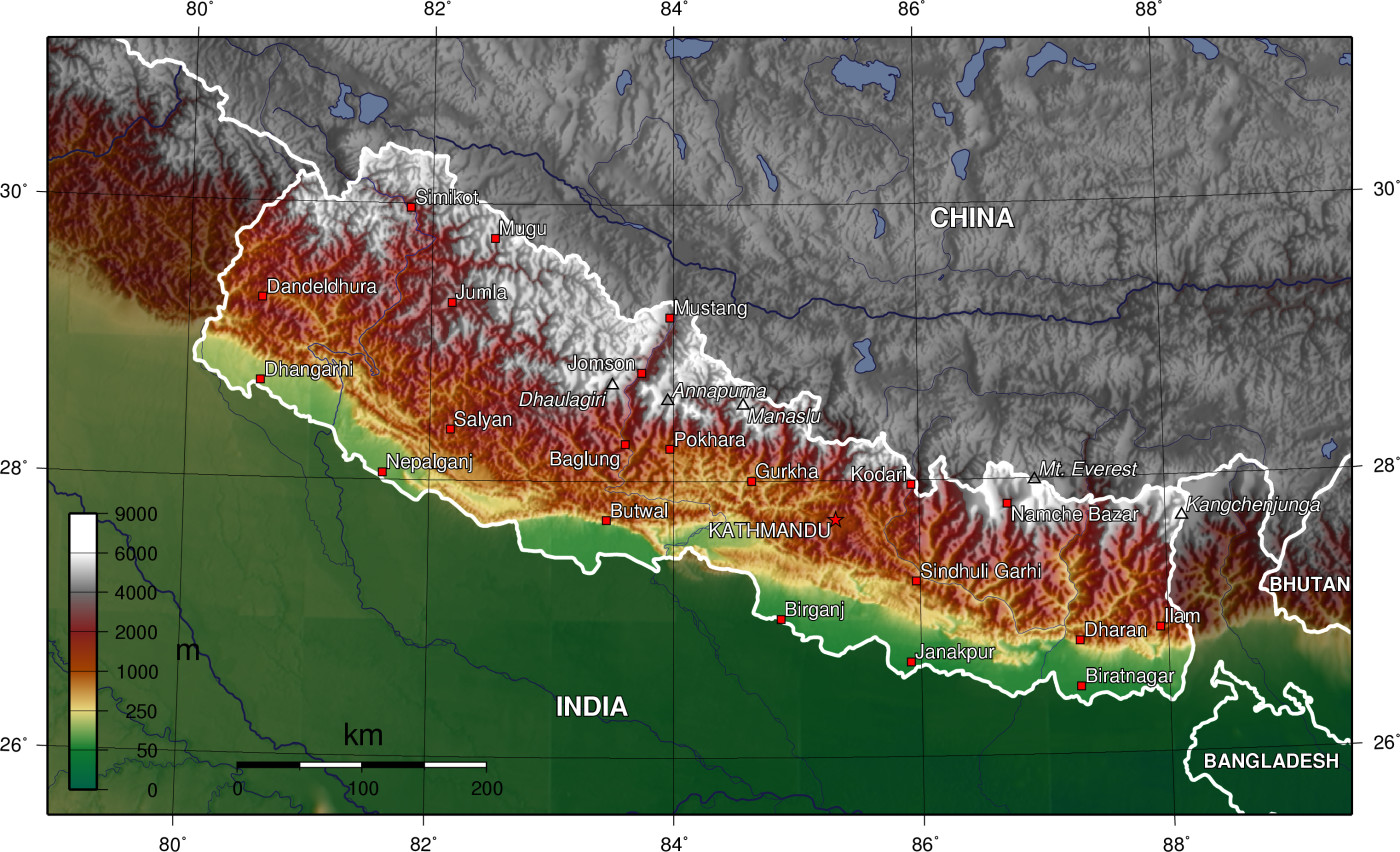
ネパールの標高図

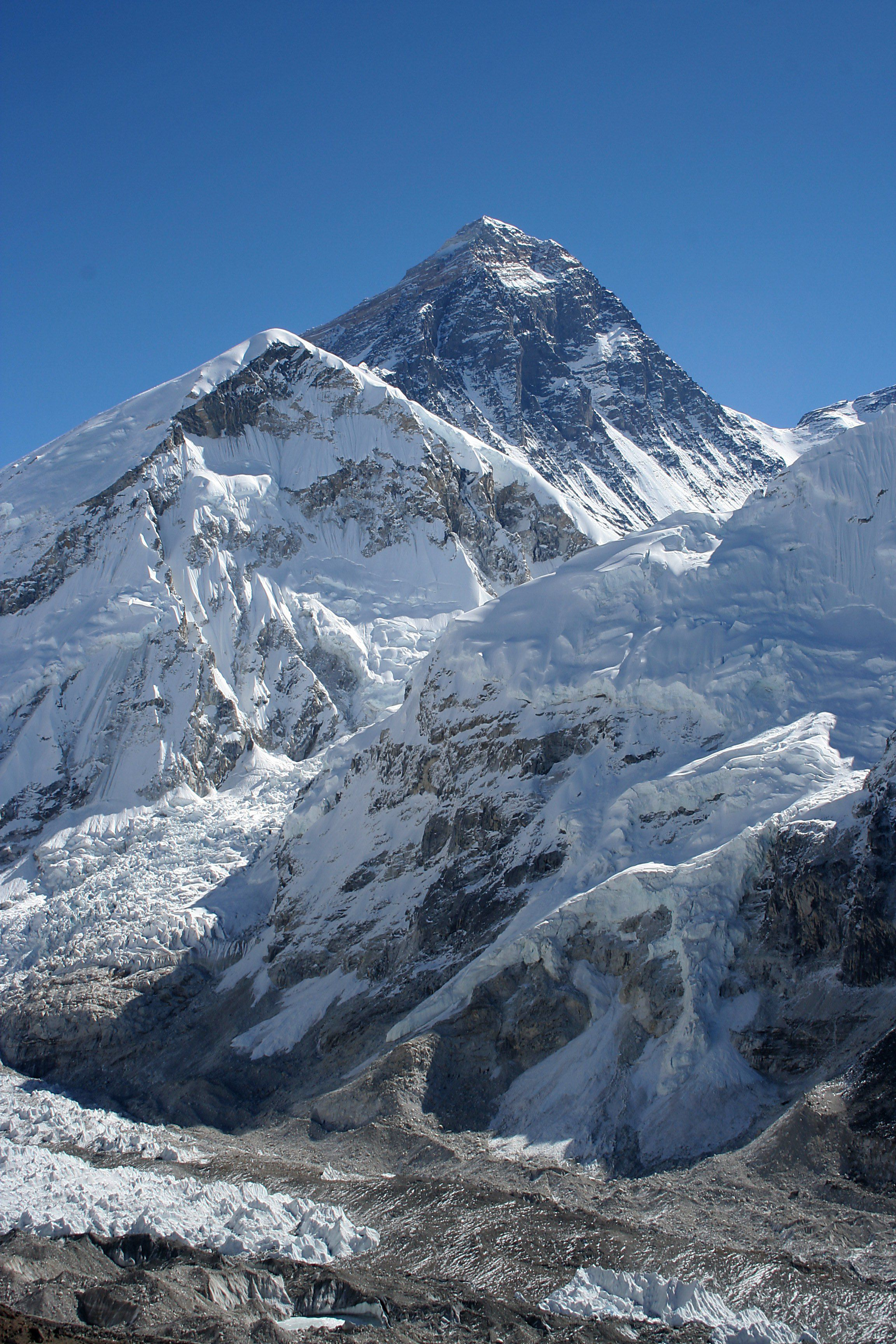
サガルマタ（エベレスト）

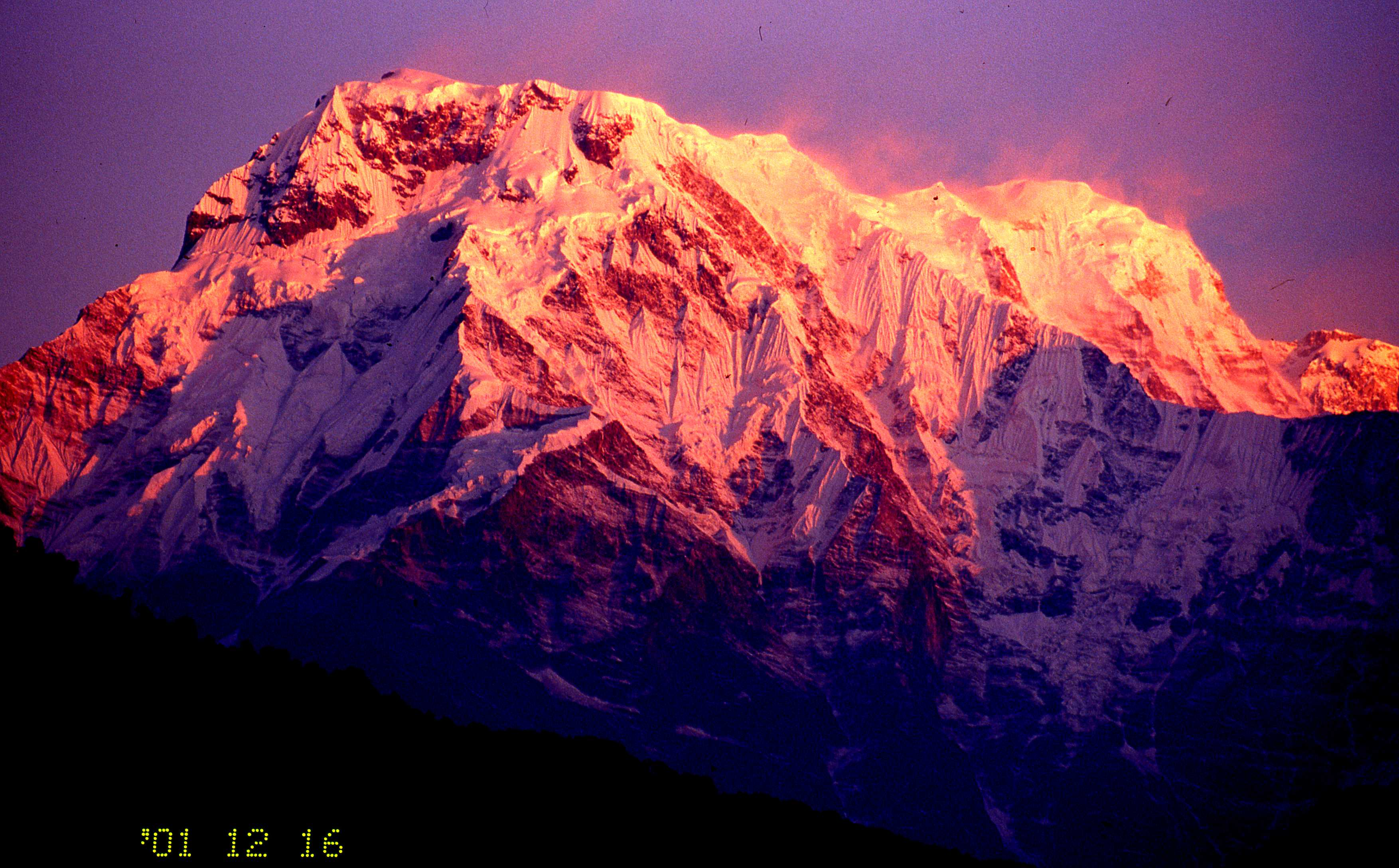
アンナプルナⅢ、マチャプチャレ

北を中華人民共和国のチベット自治区に、西をインドのウッタラーカンド州に、南をウッタル・プラデーシュ州とビハール州に、東をシッキム州と西ベンガル州に接する。内陸国である。
国境の長さは合計3,159km、うち中国国境1,389km、インド国境1,770km。
中国国境地帯にはサガルマタ（英国呼称エベレスト）を始めとする8,000m級の高峰を含むヒマラヤ山脈が存在する。そのため高山気候となっている。一方、インドとの国境地帯は「タライ」「テライ」または「マデス」といわれる高温多湿の平原地帯で、肥沃である。その中間には丘陵地帯が広がる。最高所はエベレストで標高8,848メートル。最低所は標高70メートルである。
面積は147,181km2。本州を除いた日本（北海道 + 九州 + 四国）にほぼ等しい。
データはすべてCIA World Factbook-Nepalによる。

### ヒマラヤ山脈

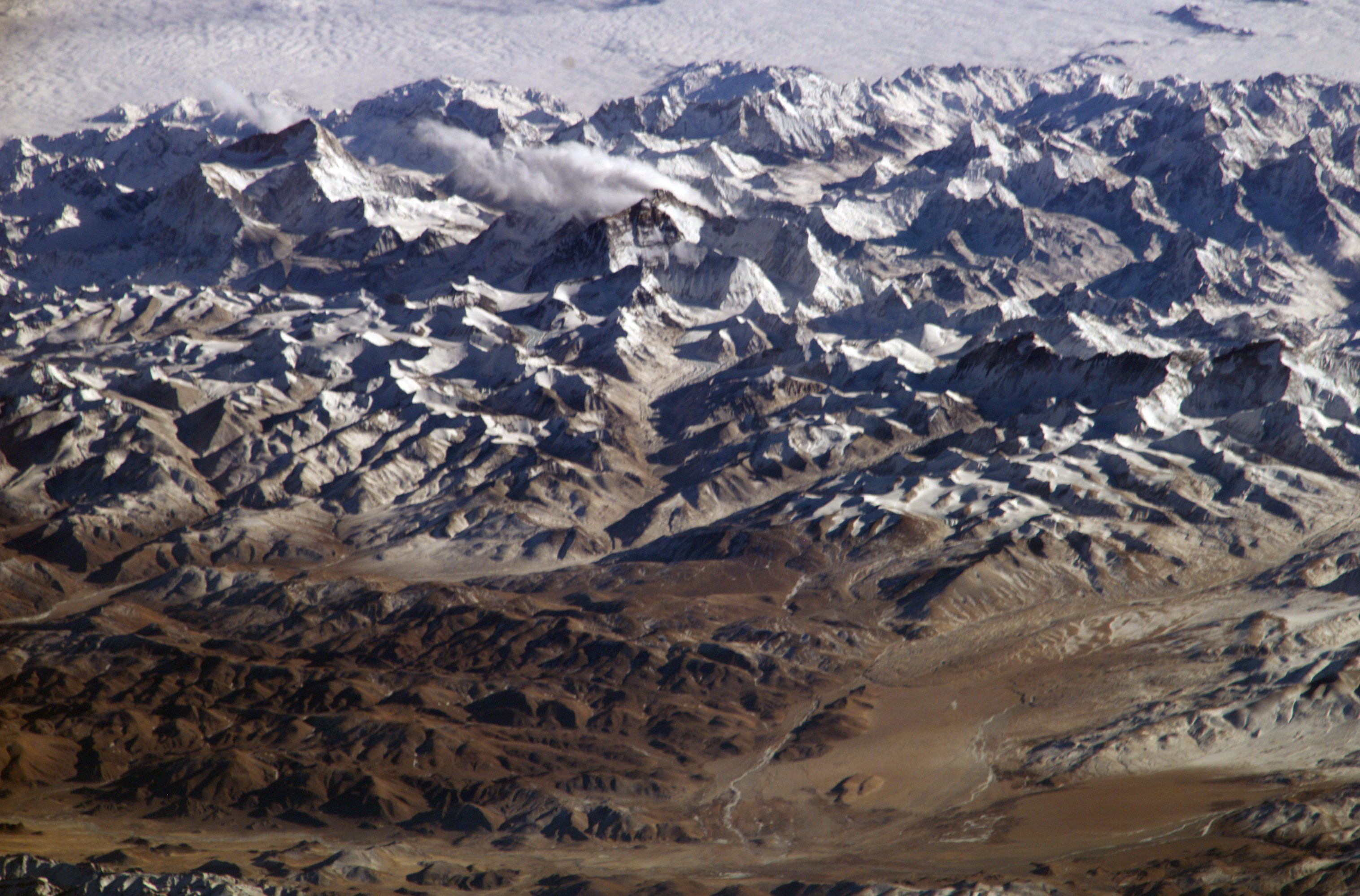
ヒマラヤ山脈

中国国境に接するネパール北部は世界の屋根とも称される8,000メートル級の山々が林立する高山地帯であり、多くの登山家を惹き付けてきた。高山の山間には氷河が多く形成されている。以下はネパール国内の主な高山である。
- サガルマタ（エベレスト）8,848m
- カンチェンジュンガ8,586m
- ローツェ8,516m
- マカルー8,462m
- チョ・オユー8,201m
- ダウラギリ8,167m
- マナスル8,163m
- アンナプルナ8,091m

## 地方行政区画
2015年公布の新憲法によれば、ネパールは7州（Province/ Pradesh）、77郡（District/ Jilla）、775市町村（Municipality/ Palika）から成る連邦民主共和国である。市町村には都市化の程度に応じて、大都市（Metropolitan/ Mahanagarpalika）、準大都市（Submetropolitan/ Upmahanagarpalika）、都市（Urban/ Nagarpalika）、農村（Rural/ Gaunpalika）の4区分が設けられている。市町村の下には複数の区（Ward/Wada）があり、これが行政の最小単位である。
※　1960年代のパンチャーヤト制導入時に設定された5つの開発区域（Development Region）と14のゾーン（Zone）は廃止された。
| ネパール                                |                                                                          |
| ネパールは7州（7 Province / 7 Pradesh） |                                                                          |
| 77郡（ 77 District / 77 Jilla）         |                                                                          |
| 775市町村（Municipality/ Palika）       |                                                                          |
|                                         | 大都市（Metropolitan/ Mahanagarpalika）                                  |
|                                         | 準大都市（Submetropolitan/ Upmahanagarpalika）                           |
|                                         | 都市（Urban/ Nagarpalika）                                               |
|                                         | 農村（Rural/ Gaunpalika）                                                |
|                                         | 市町村の下には複数の区（Ward/Wada）があり、 これが行政の最小単位である。 |
|                                         |                                                                          |

### ネパールの主な都市

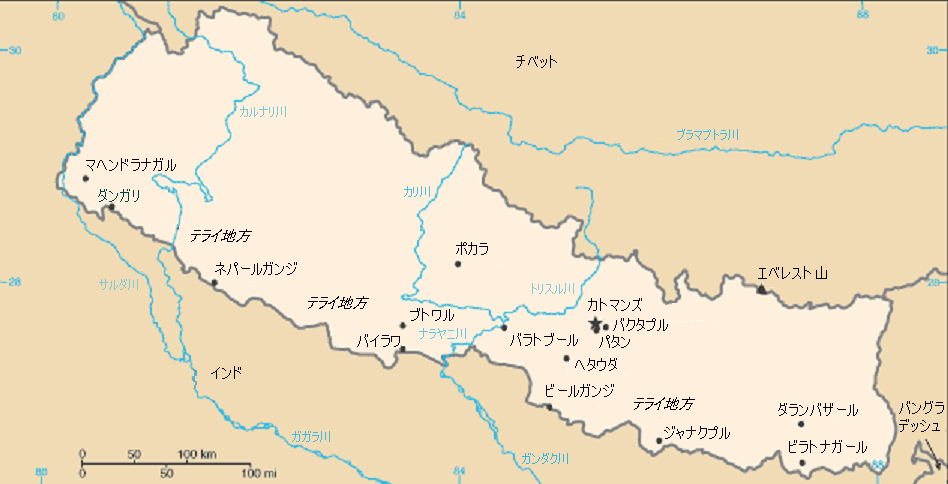
ネパール地図

| 順位 | 都市名           | 2011年推計 | 州                 |
| ---- | ---------------- | ---------- | ------------------ |
| 1    | カトマンズ       | 1,003,285  | バグマティ州       |
| 2    | ポカラ           | 264,991    | ガンダキ州         |
| 3    | パタン           | 226,728    | バグマティ州       |
| 4    | ビラートナガル   | 204,949    | コシ州             |
| 5    | ビールガンジ     | 204,816    | マデシ州           |
| 6    | ジャナクプル     | 159,468    | マデシ州           |
| 7    | バラトプル       | 147,777    | バグマティ州       |
| 8    | ブトワル         | 120,982    | ルンビニ州         |
| 9    | ダーラン         | 119,915    | コシ州             |
| 10   | マヘンドラナガル | 106,666    | スドゥパシュチム州 |

### マデシ問題
マデシとは、タライ、またはテライともいわれるインド国境地帯に東西に細長く広がる肥沃な平原地帯（マデス）に住む人々のことである。現在の行政区画にはない。この細長い地域は文化的に北インドの影響が強く、丘陵地帯に住むネパール人の主流派パルバテ・ヒンドゥーから差別を受けてきた。このため、近年、「マデシ人権フォーラム」などの団体が中心になって、マデシ自治区を設け、高度な自治を実現するように、バンダ（ゼネラル・ストライキ）・チャッカジャム（交通妨害）などの激しい抗議活動を行ってきた。2008年の制憲議会選挙ではマデシ系のいくつかの政党が目覚しい議席数を獲得している。
2008年の初代大統領、副大統領選挙では、マデシ人権フォーラムがキャスティング・ボートを握り、副大統領はフォーラムから、大統領はマデシ出身のネパール会議派から選出された。
副大統領のパラマーナンダ・ジャーは就任式でマデシの共通言語としてヒンディー語（インドの言語）で宣誓を行い、マデシ以外のネパール人の怒りをかった。学生デモではジャーの人形を燃やしたり、「ジャーはインドのエージェント」というスローガンが現れたりした。ついにはジャーの自宅に爆弾が投げ込まれるテロ行為にまでエスカレートした。

## 経済

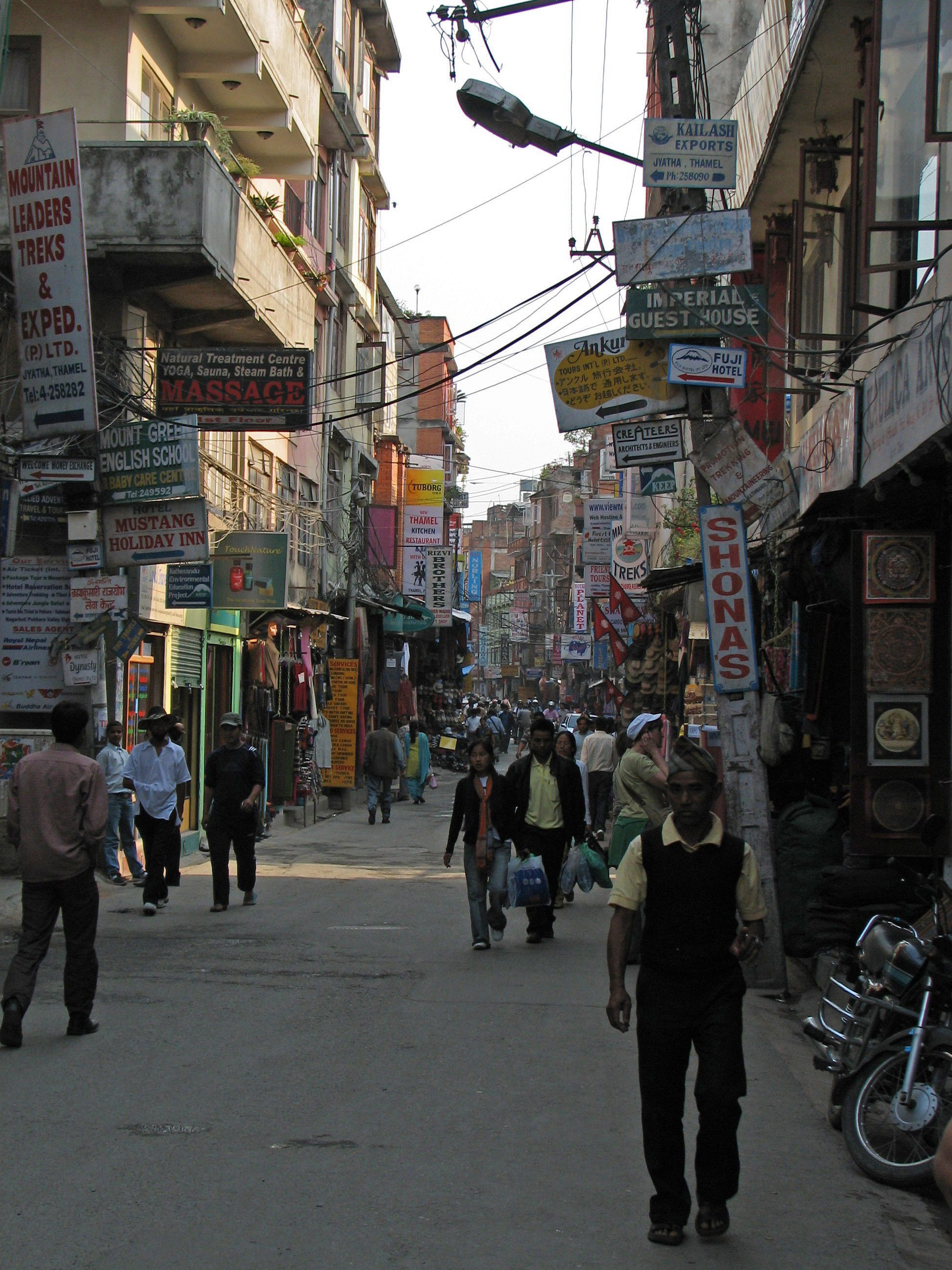
首都カトマンズのストリート

中国とインドに挟まれ、経済的な自立が極めて困難ではあったが、1990年の民主化以降、急速に経済が成長。一人当たりのGNPは170ドル(1990年)から200ドル(2000年)と緩やかではあるが、購買力平価で見ると1170ドル(2000年)とアフリカ諸国を上回るまでとなった。それでもアジア最貧国の一つであることは変わらず、IMFの統計によると、2013年のネパールのGDPは193億ドル。一人当たりのGDPは693ドルであり、非常に低い水準である。2011年にアジア開発銀行が公表した資料によると、1日2ドル未満で暮らす貧困層は2200万人と推定されており、国民の70%を超えている。国際連合による基準に基づき、後発開発途上国に分類されている。
主な産業は農業であり就業人口の約7割、GDPの26%(2016年）を占める。米や小麦、トウモロコシ、ジャガイモ、ジュートなどが主たる農産物である。それ以外の産業では、繊維産業と観光業が主たる産業となっている。しかし耕地面積が小さいため農業も小規模である。また、国王派とマオイストとの闘争の影響で観光客は減少している。
ヒマラヤ山脈を利用して水力発電が行われており、ネパールの発電量のほぼ全てを水力発電が占める。しかしその発電量は不足しており、計画停電が行われている。計画停電は季節により時間帯が変わるが、毎日あり、夜の8時〜11時、朝の3時〜9時までが多く、毎日異なるため新聞に発表される（2012年現在）。
隣国であるインドとの結びつきが強く、輸出・輸入共にインドが最大の相手国である。

### 外国への出稼ぎ
近年の政情不安や、地理的に工業が発展しづらい経済環境などから、収入の向上を求めて、外国への出稼ぎする者が多く、隣国インドの他、中東、東南アジア、そして日本などで、肉体労働、低賃金などの職に就いている者が多い。
彼らからの母国への送金は、ネパールの貴重な外貨収入ともなっていると言われる。
日本でも、21世紀に入ってから中長期在留者と呼ばれる出稼ぎのための来日者は増えており、2018年現在の法務省のデータでは、留学生を除き、60,000人ほどが在住している。
コンビニや惣菜工場、飲食（日本のインド料理店の従業員はネパール人が大半を占めている）、流通倉庫、ホテル清掃など、日本人の労働人口減少の影響を受けやすい業務の職に就き、日本の産業を支えている。
生まれたばかりの子供をネパールの祖父母などの家族に預け、夫婦で長期滞在している者も多いほか、そのまま定住する者も少なくなく、農村地帯の高齢過疎化が進んでいると言われる。
ちなみに、ネパールでは日本への出稼ぎ者並びに出稼ぎ者の子供はジャパニとも呼ばれる。

### データ

#### 通貨
- 通貨（コード）: ネパール・ルピー (NPR)
- 為替レート: ネパール・ルピー /米ドル - 不明（2007年）, 72.446（2006年）, 72.16（2005年）

データはすべてCIA World Factbook-Nepal

#### 国家予算
- 歳入: $11.53億
- 歳出: $19.27億 （2006財政年度）

#### 産業比率
- GDP - 部門別割合:
  - 農業: 38%
  - 鉱工業: 20%
  - サービス業: 42% （2005年会計年度）

#### 労働力
- 労働力人口:1111万人（2006年推計）
  - 特記:熟練労働力は著しく不足している。
- 産業別労働力人口の割合:
  - 農業: 76%
  - 鉱工業: 6%
  - サービス業: 18% （2004年推計）
- 失業率:42% （2004年推計）
- 貧困線以下の人口の割合:30.9% （2004年）

#### 鉱工業
- 鉱工業生産成長率:2.2% （2005財政年度）

#### エネルギー
- 電力生産量:25.11億 kWh （2006年）
- 電力消費:19.6 億 kWh （2006年）
- 電力輸出:1.01億 kWh （2006年）
- 電力輸入:2億6600万 kWh （2006年）
- 石油生産高:0 bbl/1日 （2005年推計）
- 石油消費量:11,550 bbl/1日 （2006年推計）
- 石油輸出量:0 bbl/1日 （2004年）
- 石油輸入量:11,530 bbl/1日 （2006年推計）
- 石油備蓄量:0 bbl （2006年1月1日推計）
- 天然ガス生産量:0 cu m （2005年推計）
- 天然ガス消費量:0 cu m （2005年推計）
- 天然ガス備蓄量:0 cu m （2006年1月1日推計）

#### 輸出入

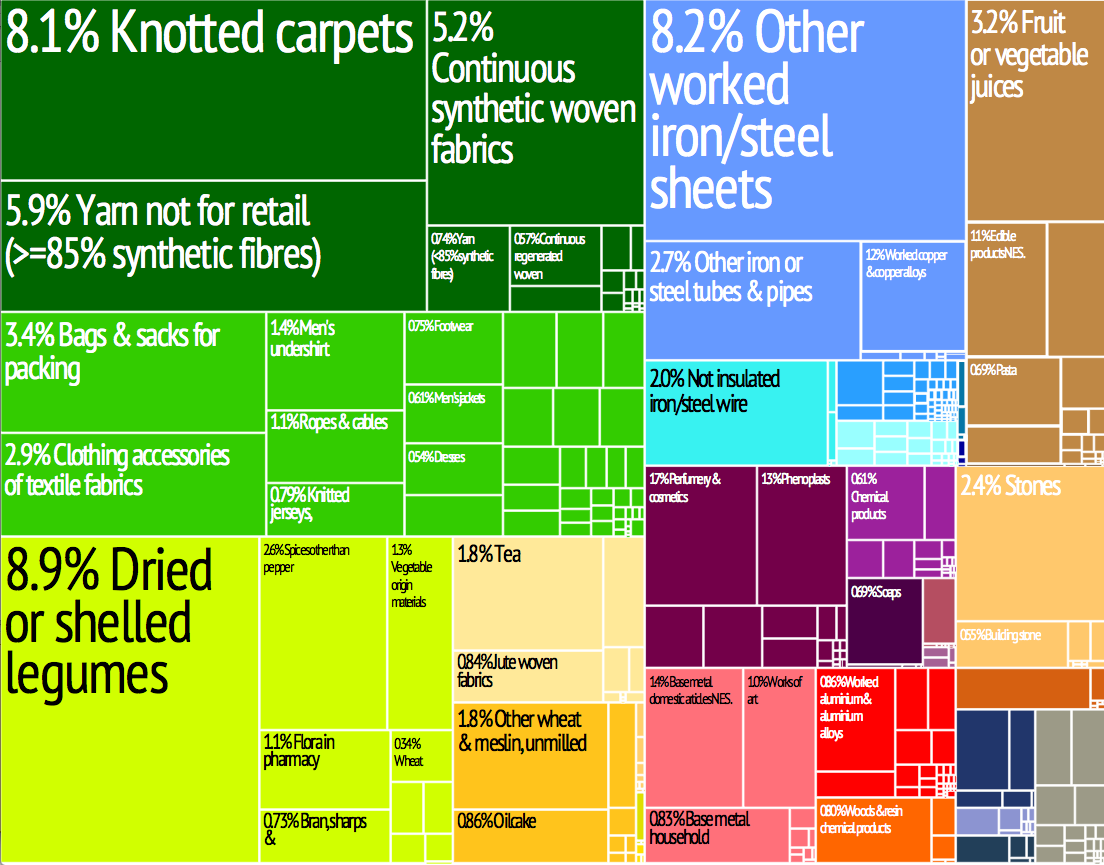
色と面積で示したネパールの輸出品目

- 輸出: $8億3000万 f.o.b.;注意 - 記録されていないインドへの輸出は含まず。（2006年）
- 輸出商品: じゅうたん, 衣料, 革製品, ジュート製品, 穀物
- 輸出相手国

1. インド67.9%,
2. アメリカ11.7%,
3. ドイツ 4.7% （2006年）

- 輸入:$23. 98 億 f.o.b. （2006年）
- 輸入商品: 金, 機械・装備, 石油製品, 肥料
- 輸入相手国

1. インド 61.8%,
2. 中国 3.8%,
3. インドネシア 3.3% （2006年）

- 経済援助 受給額:$42億7900万 （2005年）
- 対外債務: $30億7000万（2006年3月）

#### 貧困問題
- 干ばつや洪水で農作物が阻害を受けている。

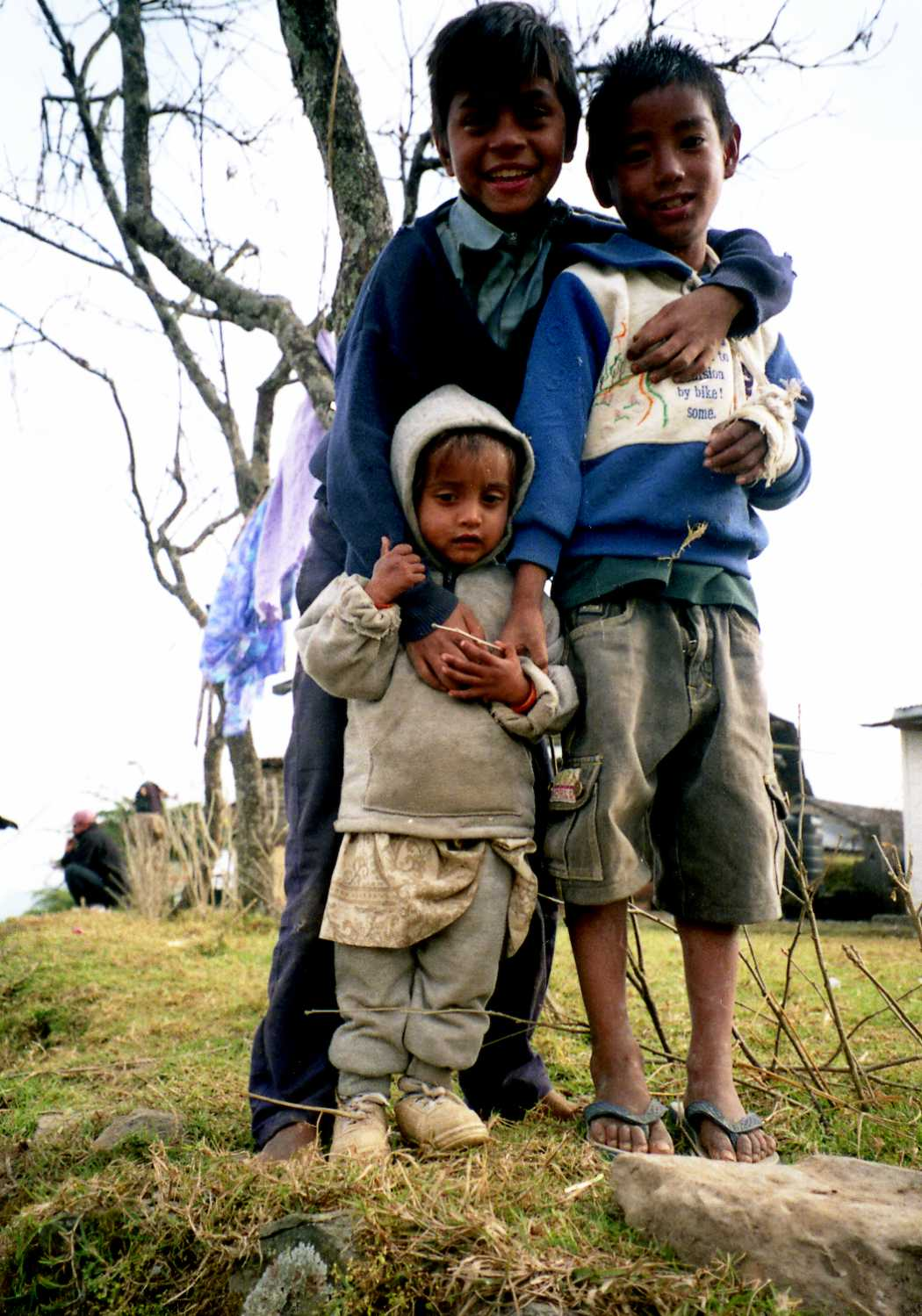
山村の子供たち

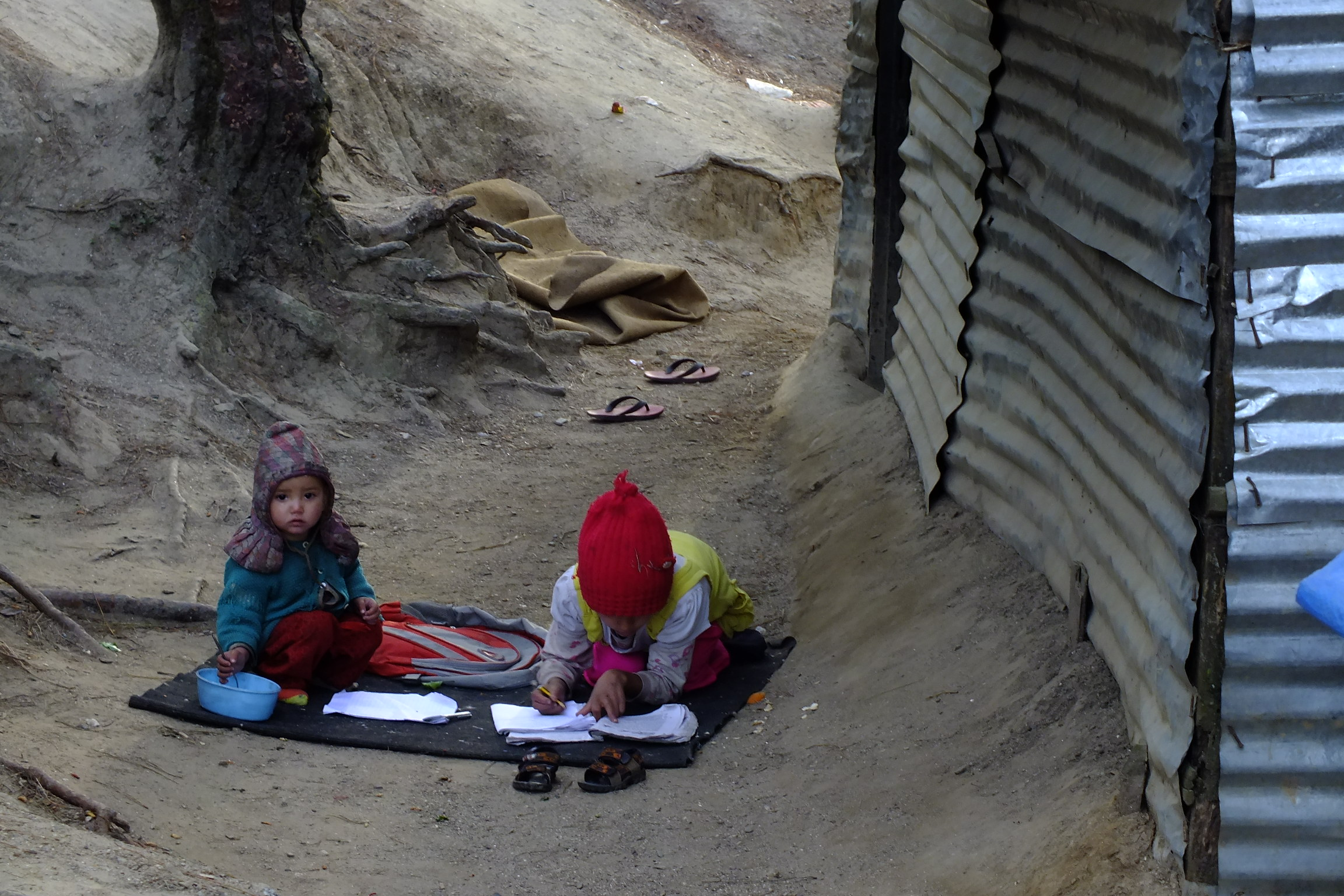
屋外で学習をする山岳地帯の子供たち（ナガルコット）。

- 土地保有者の割合は少なく、国の衛生状態は極めて悪い。
- 人口増加の影響により、食糧危機の状態にある。

#### 家計
- 家計収入の分配（ジニ係数）：47.2 （2004年）
- 消費者物価指数インフレ率:6.4% （2007年推計）

### 観光産業
観光はネパールにおいて最大の産業となっている。ヒマラヤ山脈を擁する同国では、山岳観光のほかネワール文化を今に伝えることの町並みやヒンドゥー教、仏教寺院、ジャングルサファリ、ラフティングなどの観光が盛んであり、外貨収入の一翼を担っている。

#### 主要な観光地
ヒマラヤ
- トレッキング[54]

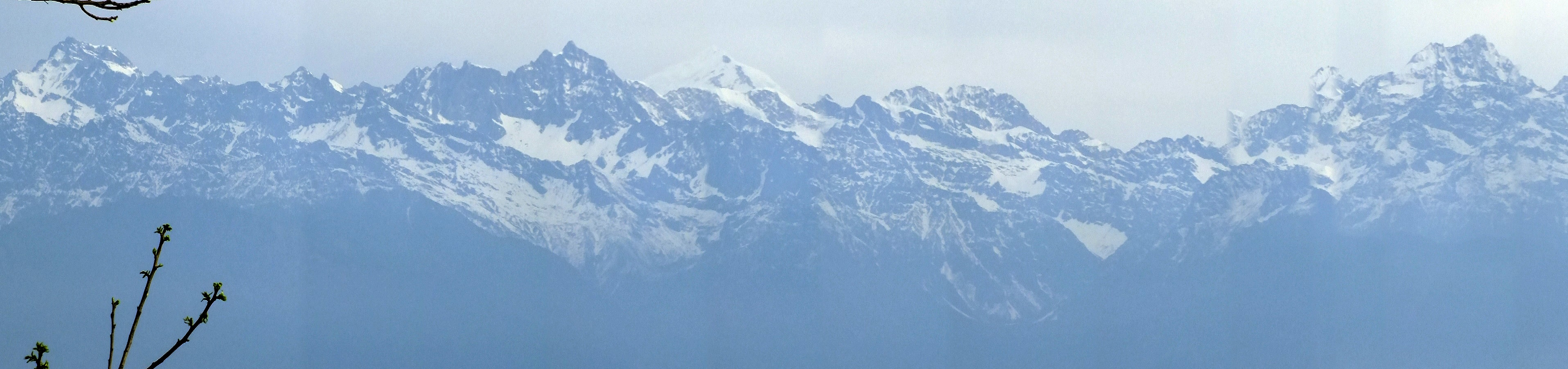
ナガルコットから見るヒマラヤ山脈

  - アンナプルナ山群 - ポカラから入山。ブーン・ヒル展望台や温泉の村タトパニ（=タトパニ温泉）を擁する。ジョムソンはチベット色の強い村である。2日間から1ヶ月までのトレッキングが行われている。
  - ソル・クーンプ山群 - エヴェレストの麓までトレッキングできる。サガルマータ国立公園になっており、ダイナミックな景観。治安はよい。
  - ランタン山群 - 世界で最も美しい渓谷とも称されるがトレッカーが少ない。カトマンズから北へ32km。ランタン国立公園を形成している。チベット・タマン族が住んでいる。シーズンは9月中旬から5月上旬。

カトマンズ
- ダルバール広場
- クマリの館
- インドラ・チョーク
- アサン広場
- スワヤンブナート
- ネパール国立博物館
- パシュパティナート
- ボダナート
- ゴカルナ森
- バラジュー庭園
- ブダニールカンタ
- ゴダヴァリ植物園
- ダクシンカリ

パタン - カトマンズの南、バグマティ川の向こう側に位置する古都。王宮をはじめとする建築群と町全体が古美術品のようなくすんだ色合いに包まれている。
- ダルバール広場
- ゴールデン・テンプル
- クンベーシュワル寺院
- マチェンドラナート寺院
- パシュパティナート
- マハボーダ寺院
- チベット難民キャンプ

バクタプル
ナガルコート
キルティプル
ティミ - カトマンズから東へ10km、ネワール族の町。野菜栽培で有名。主にカトマンズへ出荷される。マッラ王朝以前の歴史を持つ。毎年4月のバイサーク・エクのころに行われるビスケート・ジャトラの行事は壮大なもの。
バネパ
パナウティ - パネパから南へ6km、2つの小さな川の合流点にある小さな町。歴史的、学術的に優れたネワール建築が数多くあり、旅行者よりも学者などの訪問が多い。
ドゥリケル - カトマンズから32km、標高1524mの町でヒマラヤ展望ができる。特に朝のヒマラヤが美しい。町には小さな寺院が多くある。

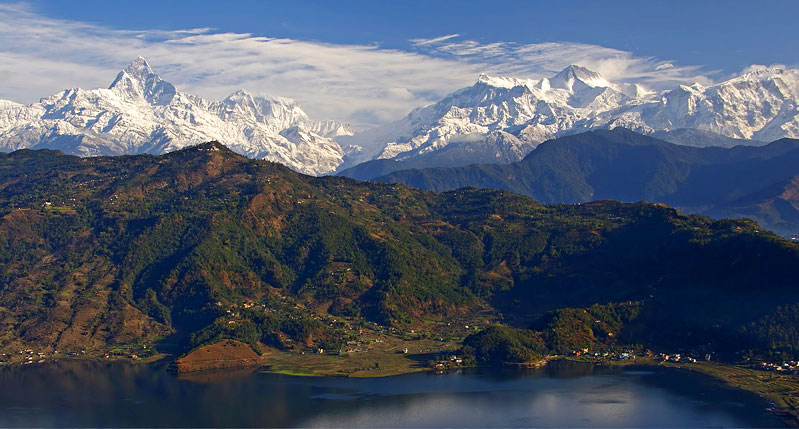
ポカラ・ペワ湖とアンナプルナ連峰
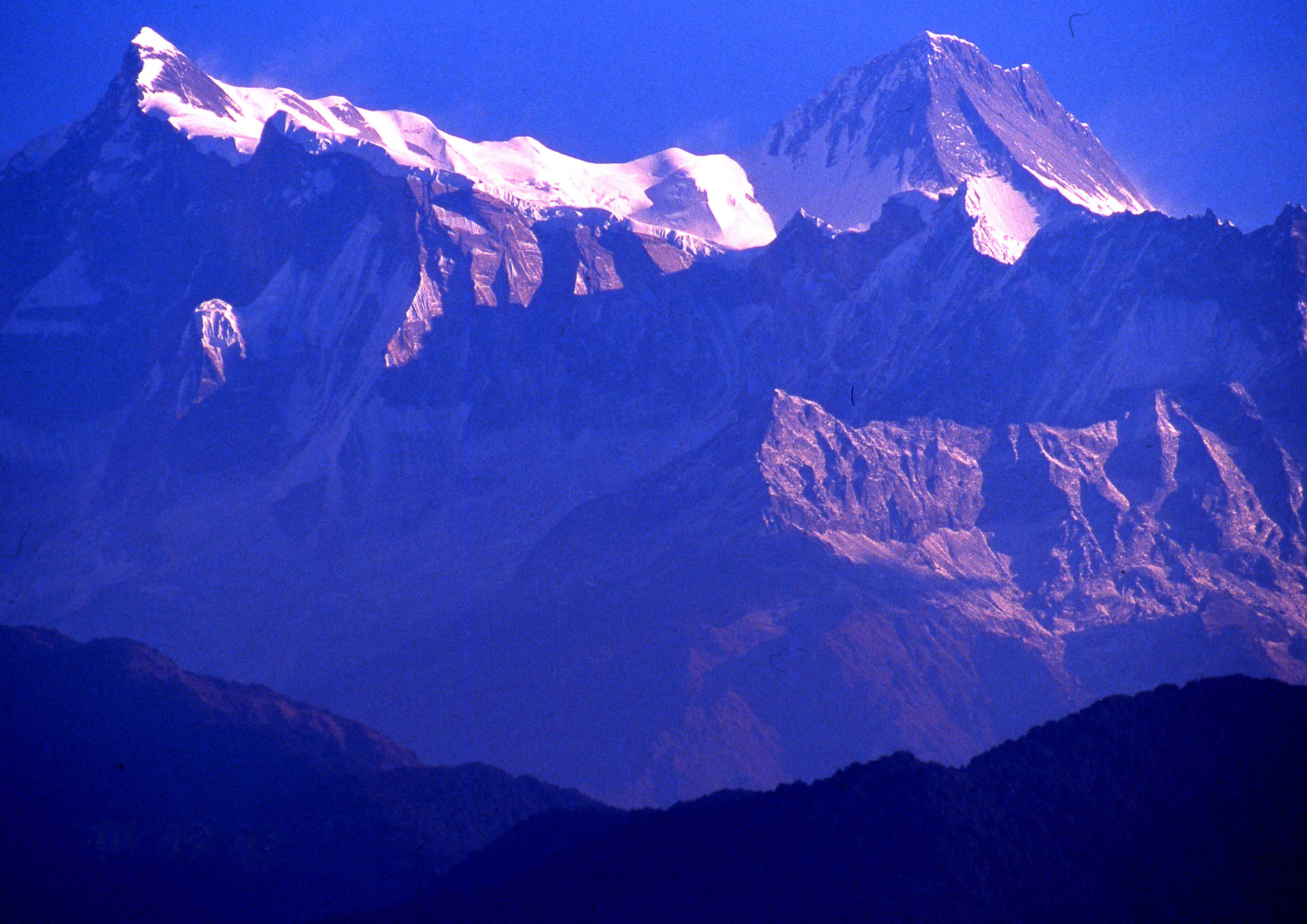
アンナプルナ、マチャプチャレ
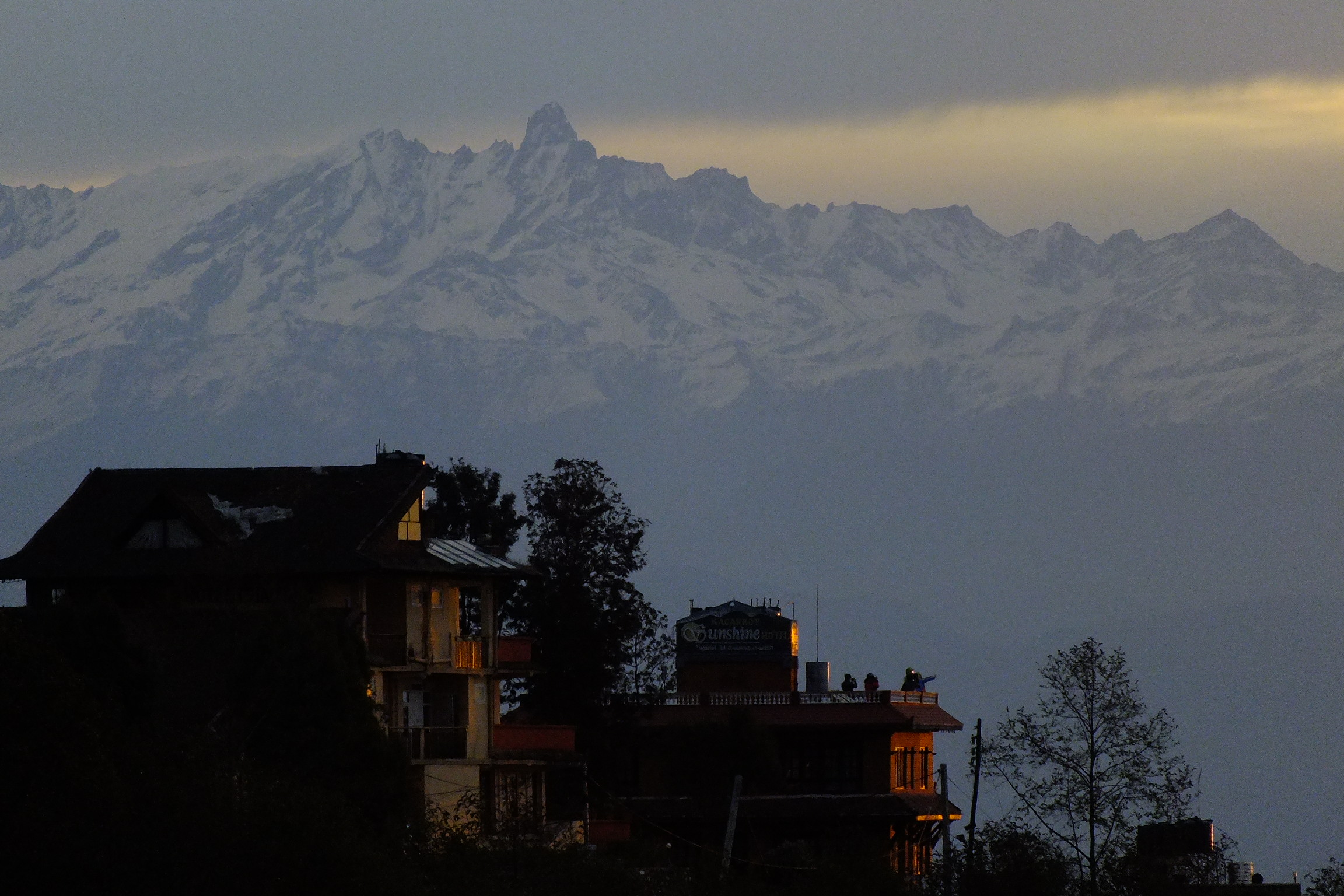
ヒマラヤの日の出が美しいナガルコット
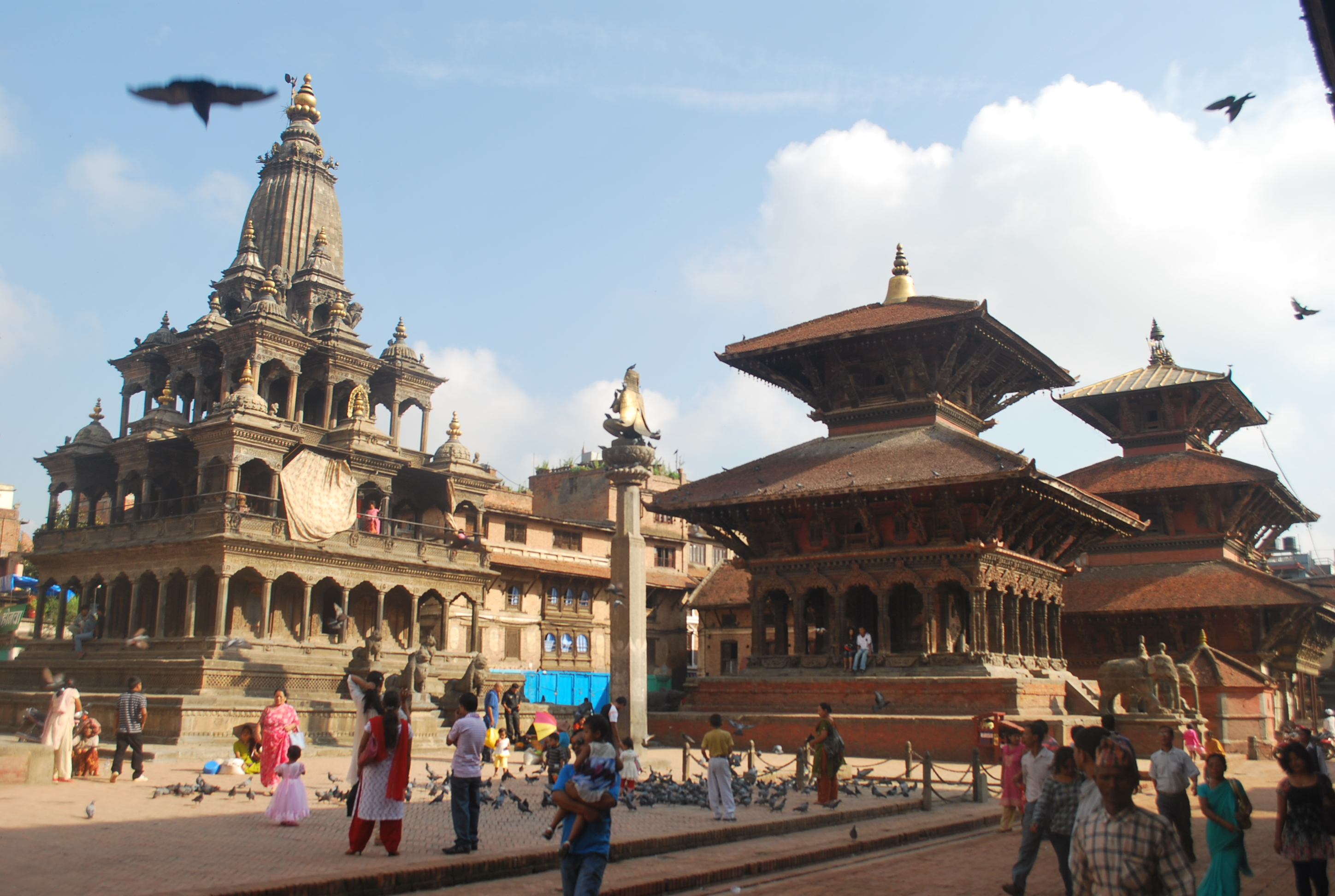
ダルバール広場
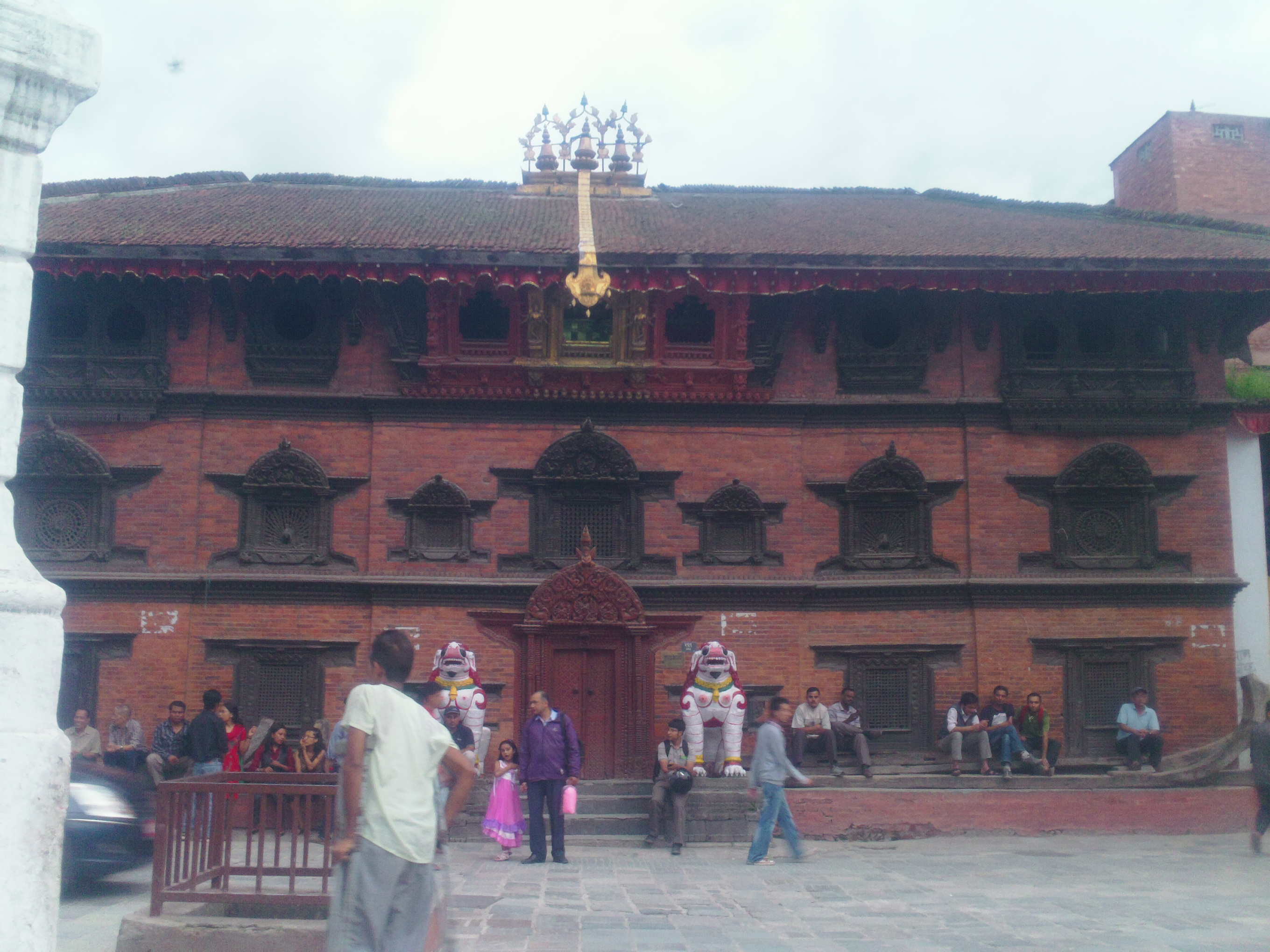
クマリの館
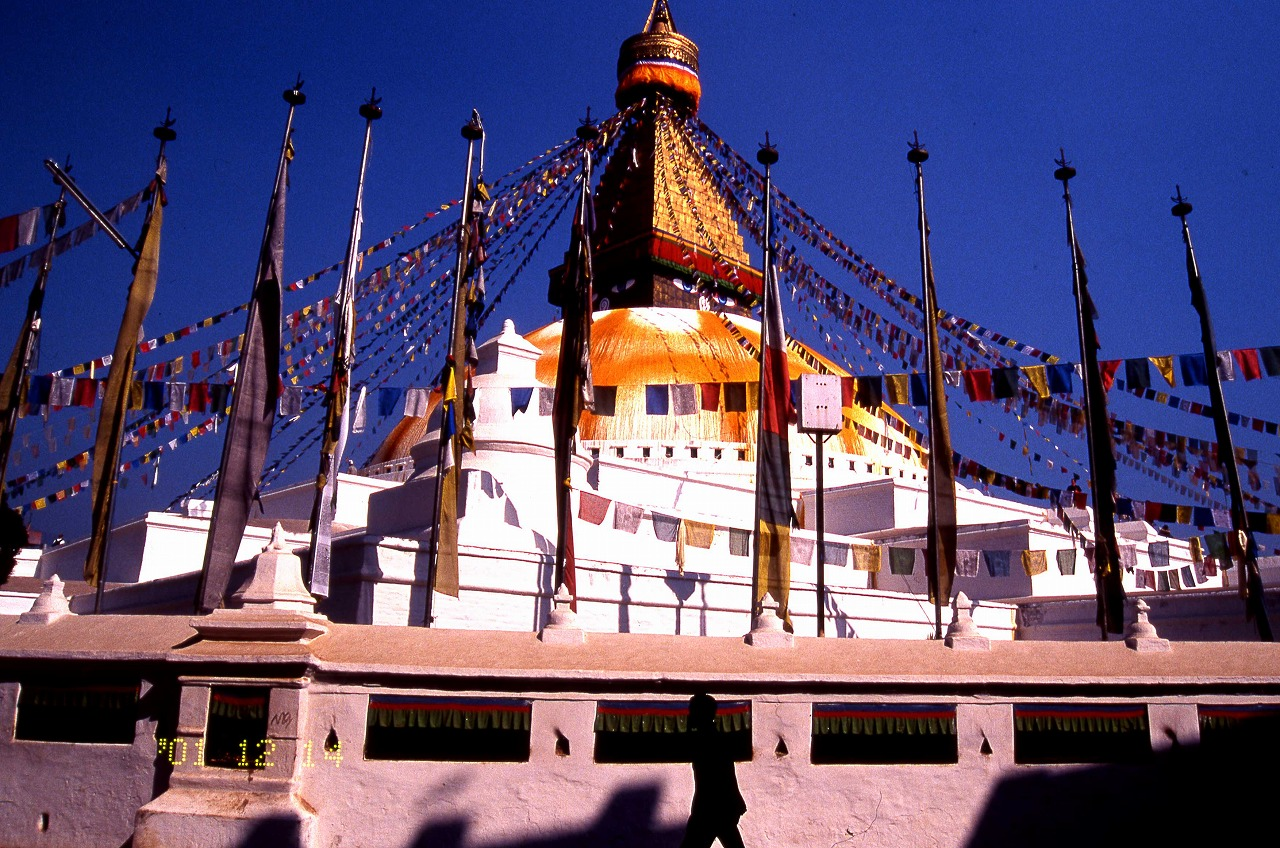
ボダナート
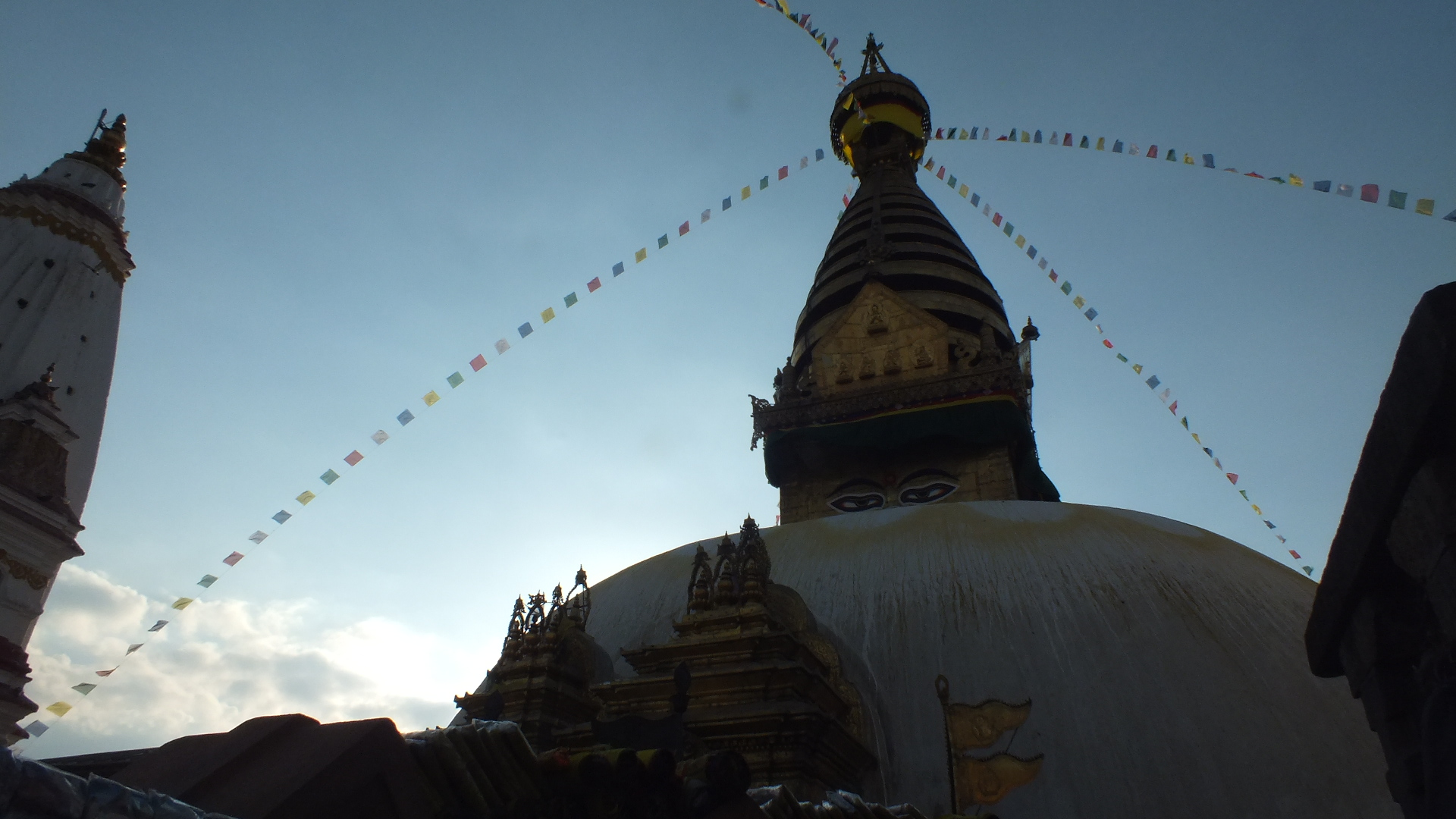
2015年の大地震1ヵ月前のスワヤンブナート
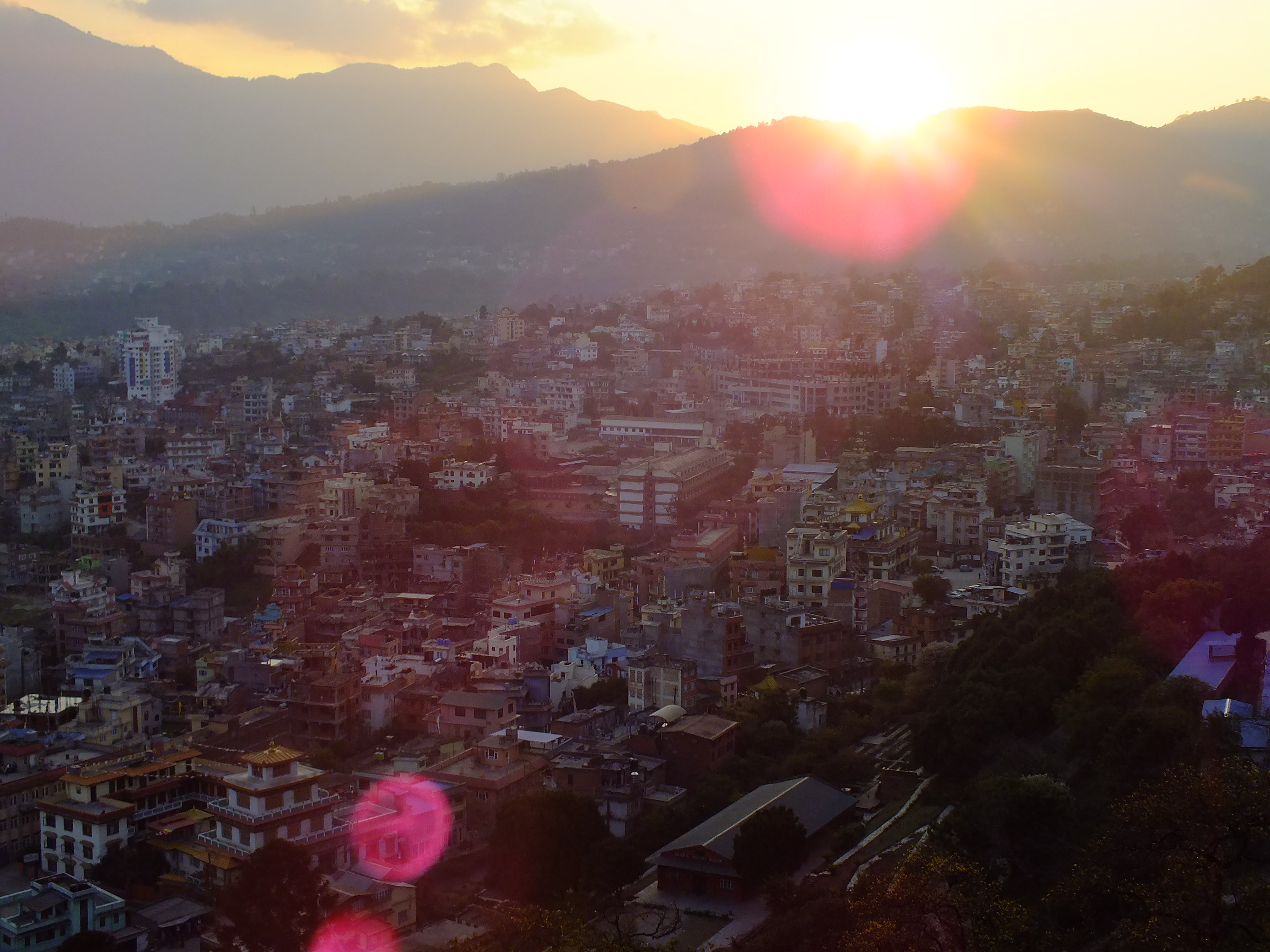
スワヤンブナートから見るカトマンズ盆地の夕暮れ
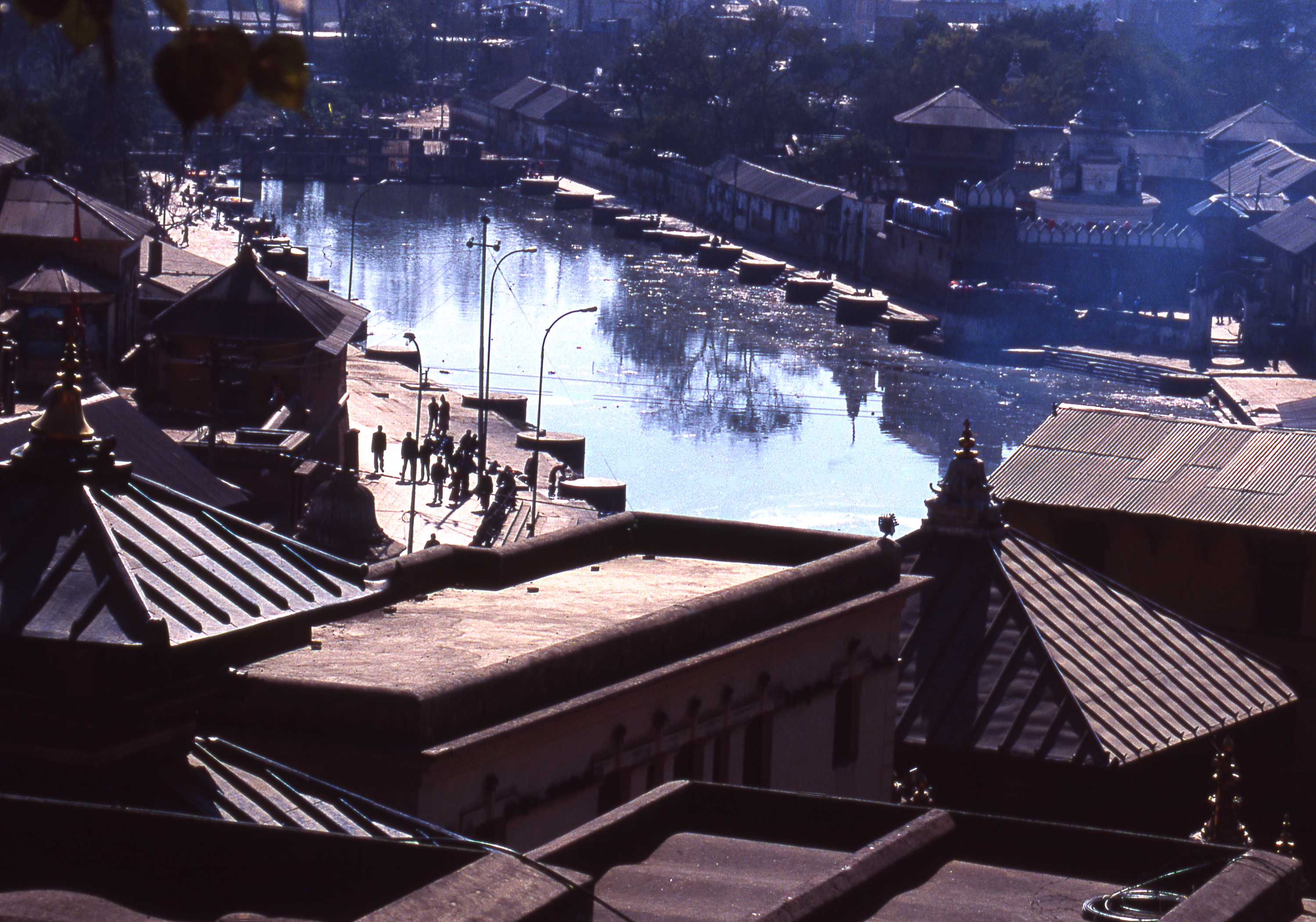
パシュパティナート火葬場

## 交通
フラッグ・キャリアのネパール航空が近隣諸国と路線を結んでいる。近年は、大韓航空が韓国・ソウル/仁川線、タイ国際航空がタイ・バンコク線、カタール航空がカタール・ドーハ線をそれぞれ運航している。複数の航空会社が国内線に就航しているが、多くの国民はバスなどで移動をしている。中国国境とはアラニコ・ハイウェイと呼ばれる道路が建設されている。首都カトマンズからインド国境へも国道が通じているが、山脈を横断する必要があるため、土砂災害により交通が遮断されることが多々ある。なお、鉄道はジャナクプル鉄道しかないものの、中国からラサ・シガツェ鉄道でチベットとネパールを結ぶ計画がある。

## 科学技術
ネパールにおける科学技術は、同国が貧困問題や識字率の低さ、失業率の高さといった問題を抱える状況下である点からその発展を優先されず終いとなっている問題点が根強い。
このため比較的小規模ではあるものの、新興分野としての価値の高さや進展次第では広範囲での技術開発の続行へ向けての動きが見込まれるなど可能性の範囲の広さを期待されている面が覗える。

## 国民

ネパールの人口ピラミッド

ネパール政府は1958年に中央統計局（Central Bureau of Statistics）を設け、10年に一度国勢調査を行うほか、国民所得統計、農業センサスなども行っている。また、サンプル調査により、毎年人口推計を出している。

### 人口関連

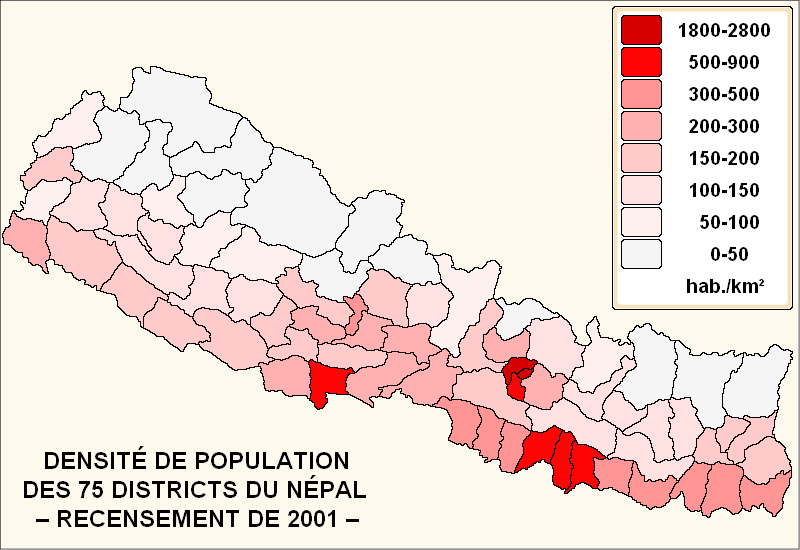
人口密度を表した図

人口
29,519,114人（2008年推計）
人口密度
209.65人/km²
年齢別人口構成
0-14歳: 38%
15-64歳: 58.2%
65歳以上: 3.8%（2008年推計）
平均年齢
全体: 20.7歳
男性: 20.5歳
女性: 20.8歳（2008年推計）
人口増加率
1.1% (2016年、外務省）
出生率
人口千人あたり29.92人（2008年推計）
死亡率
人口千人あたり8.97人（2008年推計）
乳児死亡率
新生児千人あたり62人
誕生時の平均余命
60.94年

### 民族

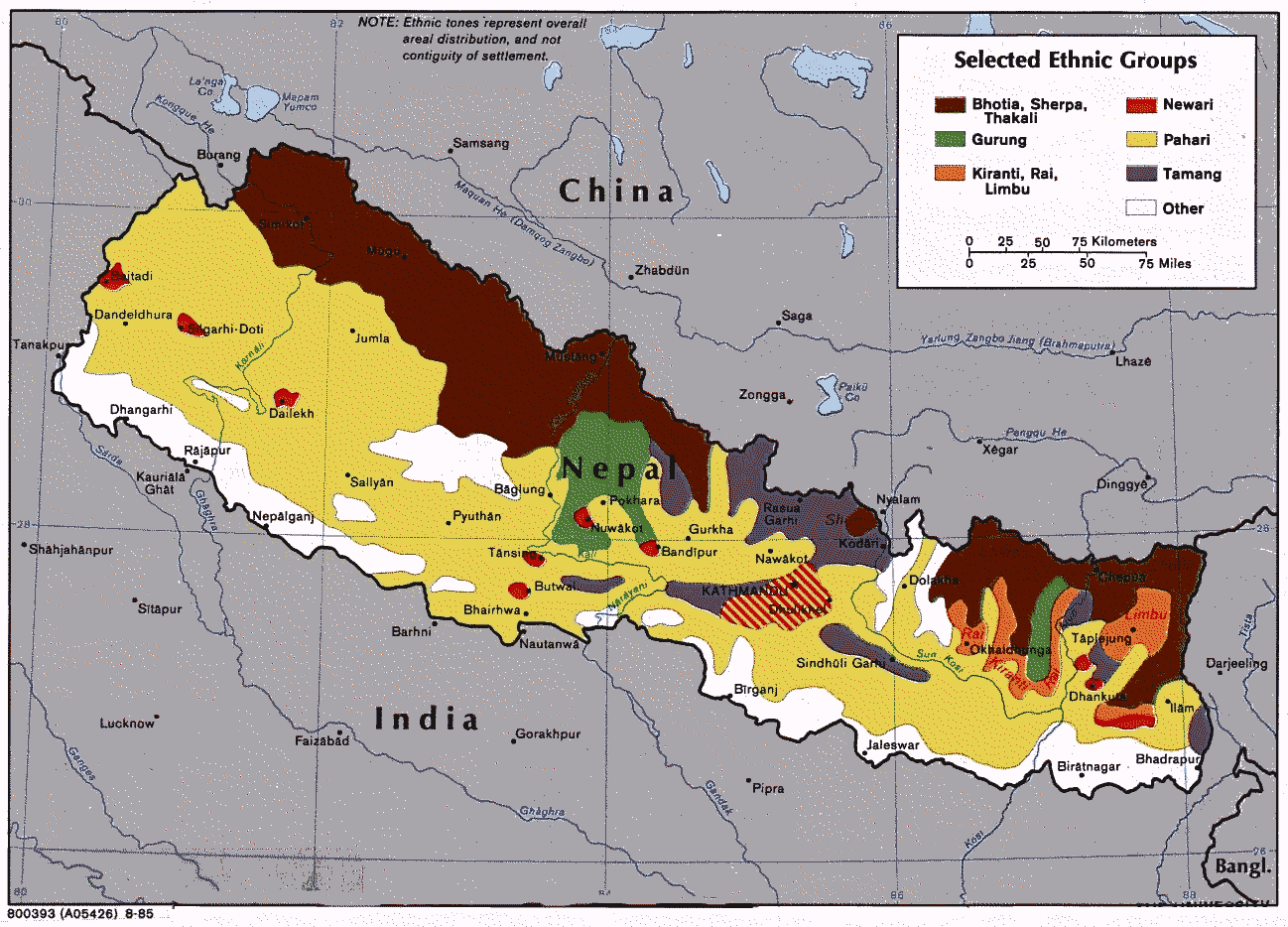
民族分布図

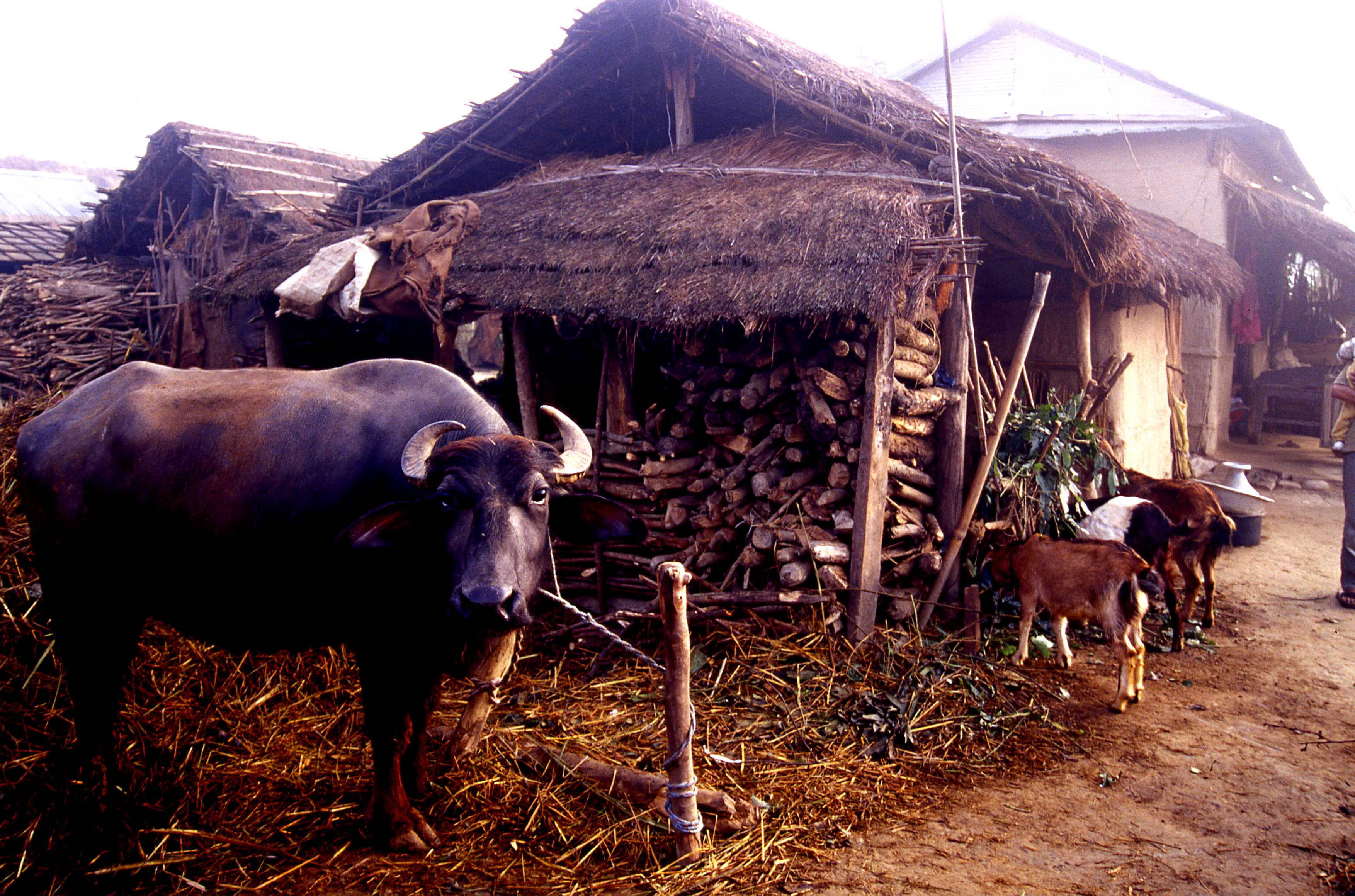
少数民族のタルー族の村

チェトリ 15.5%, 丘陵ブラーマン 12.5%, マガール族 7%, タルー族 6.6%, タマン族 5.5%,ネワール族 5.4%,イスラム教徒 4.2%,カミ 3.9%, ヤーダブ 3.9%, その他 32.7%, 不明 2.8%（2001年国勢調査）
- チェトリ、丘陵ブラーマン、カミなどのカーストは共通の民族で、総称してパルバテ・ヒンドゥーと名づけられているが、この名称はネパール国内ではあまり用いられていない。インド・イラン語派のネパール語を母語とし、国民の約半数を占める最大で支配的な民族である。
- 少数民族の一つに、ヒマラヤのガイドとして名高いシェルパがある。

### 言語
言語系統的に、ネパール国内で話される多くの言語は、 インド・ヨーロッパ語族（インド・アーリヤ諸語）か、シナ・チベット語族（ネワール語、キランティ諸語、タマン系諸言語等）に属する。公用語はネパール語である。ネパール語 47.8%, マイティリ語 12.1%, ボージュプリー語 7.4%, タルー語 5.8%, タマン語 5.1%, ネワール語 3.6%, マガール語 3.3%, アワディー語 2.4%, その他 10%, 不明 2.5%（2001年国勢調査）。ただし、政府や企業、教育機関では英語が多用されている。

### 婚姻

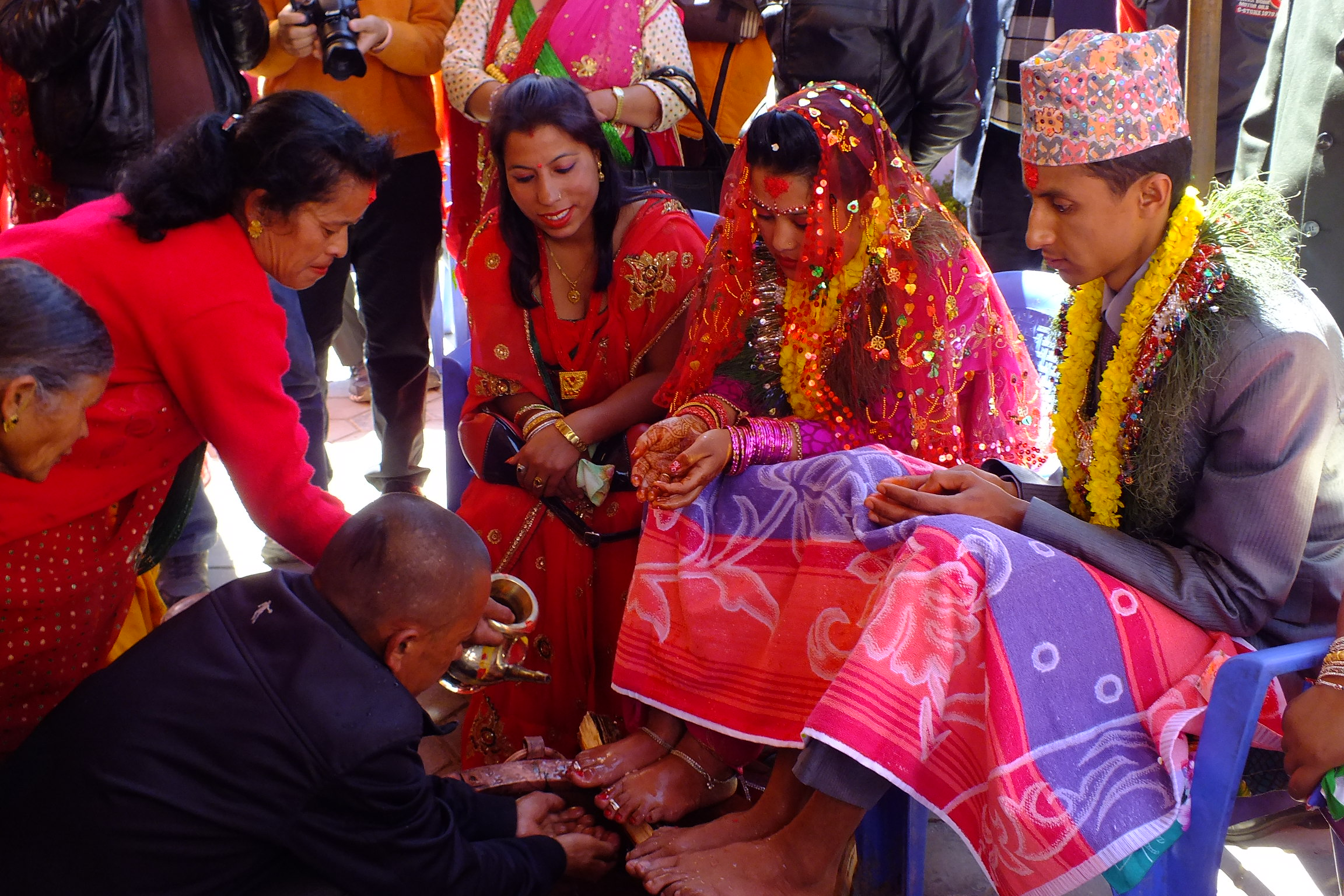
ネパールの結婚式

ネパール国内において結婚とは「家と家の問題」という見解が強く息衝いており、家柄でステータスを求める風潮も根強く残っている為に見合い結婚が主流となっている。
その背景にはカースト制度に基づくカースト間結婚が深く影響している点が挙げられる。

### 宗教
| ネパールの宗教 | ネパールの宗教 | ネパールの宗教 | ネパールの宗教 | ネパールの宗教 |
| -------------- | -------------- | -------------- | -------------- | -------------- |
| 宗教           |                |                | パーセント     |                |
| ヒンドゥー教   | ヒンドゥー教   |                | 80.6%          | 80.6%          |
| 仏教           | 仏教           |                | 10.7%          | 10.7%          |
| イスラム教     | イスラム教     |                | 4.2%           | 4.2%           |
| キラント教     | キラント教     |                | 3.6%           | 3.6%           |
| その他         | その他         |                | 0.9%           | 0.9%           |

ヒンドゥー教徒 80.6%, 仏教徒 10.7%, イスラム教徒 4.2%, キラント教徒 3.6%, その他 0.9%（2001年国勢調査） ヒンドゥー教は長らく国教とされていたが、2006年以降国教扱いは廃止されている。

### 教育

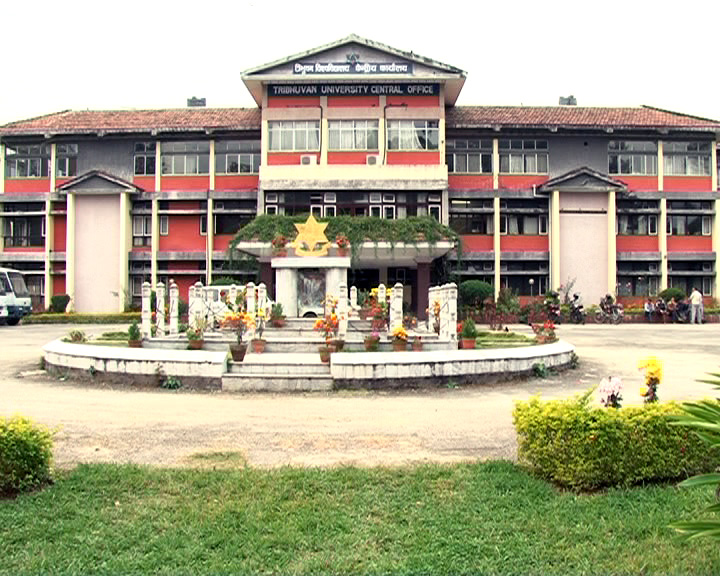
トリブバン大学

キルティプルには国内最古・最大のトリブバン大学、カトマンズには2番目に古いカトマンズ大学などの高等教育機関がある。

### 識字率
5歳以上で読み書きできる人の割合は65.9%。
- うち男性 75.1%
- うち女性 57.4%（2011年国勢調査）

## 治安
ネパールの治安は不安定さが顕著に現れ易くなっている面が目立つ。ネパール国内では、発生する犯罪として窃盗事件が最も多く、在留邦人の住居への侵入強盗事件も発生している現状がある。また、観光地や繁華街では、日本人を含む外国人を狙ったスリや置き引き、薬物犯罪事件などが発生している事が報告されている。加えて政府関係機関や公共施設、公共交通機関などに対する爆弾・爆発物を用いた事案が発生しており、特に首都よりも地方都市で発生する傾向が高くなっている点が挙げられる。
2020年7月以降、強盗および窃盗事件が増加しており、その他では詐欺やサイバー犯罪の発生が目立っている。

### 賄賂
国の上部から下部に至るまで賄賂が蔓延し、例えば道路予算があっても政治家が懐に入れることに執心し、側近が咎めるとその口封じに賄賂を贈り、さらにそれを見ていた者への賄賂に使われ予算の数分の1ほどしか工事に回らないため、地方の町などでは道路事情が非常に悪い。

### 人権
ネパールにおける人権は1996年から2006年に亘って続いた政府軍と共産党(CPN-毛沢東主義派)の紛争により、全土で人権侵害が増加の一途を辿っている。同国における現今の人権問題には、貧困（特に農村部）、教育格差、性の不平等（女性の人権含む）、健康問題、子どもの権利の侵害などが挙げられている。女性の人権に対しては著しく低い面があり、特に地位に関しては現在も非常に低い扱いとなっている状況が垣間見える。

#### 移住者の人権問題
2000年から2013までの間に、7,500人のネパール人が中東やマレーシアでの出稼ぎ中に死亡した。その内訳はサウジアラビアだけで3,500人を占める。出稼ぎの多くは若者だが、公式の報告書ではその死因のほとんどを自然死と分類しており詳しい調査がされていない。外国雇用省（DoFE）が、主要な出稼ぎ先でのネパール大使館など他の関係者と協力して行った調査では、厳しい気候条件、仕事関連のストレス、労働者の厳しい処遇、孤独な状況、労働者の無知、不健康な食習慣など様々な要因が示されている。「臓器採取のための殺人、厳しい拷問、あるいは警察の怠慢で自然死に分類されているだけではないとも、誰も分からない状況だ」と、調査を行っている国外雇用の専門家は話している。

### 難民
難民（出身国）
10万7803人（ブータン）; 2万0153人（チベット・中国）
国内で家を失った人々
5万0000人-7万0000人（毛沢東派の「人民戦争」による。2006年終結）（2007年）
- データはすべてCIA World Factbook-Nepalより

## マスコミ

### 通信
Nepal Telecommunications Authority の MIS Reports（2018年9 - 10月版）によると、電話を利用する人のうち約2％が固定電話、約98％が携帯電話を利用している。固定電話の契約者は852,718件、携帯電話の契約者数は39,002,388件である。

## 文化

### 食文化

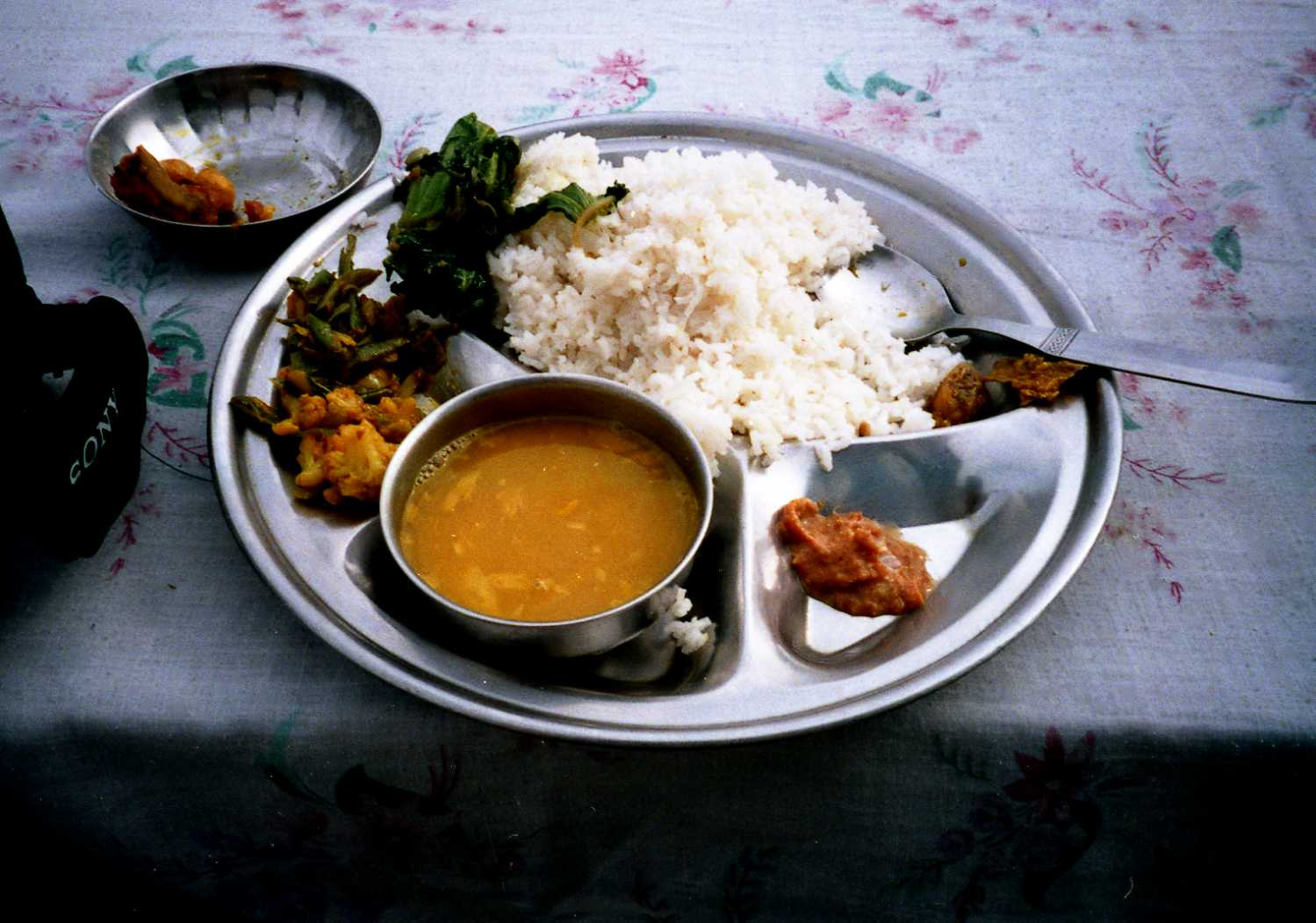
ダルバート（代表的な家庭料理で、ダル（daal=豆スープ）とバート（bhaat=米飯）の合成語）

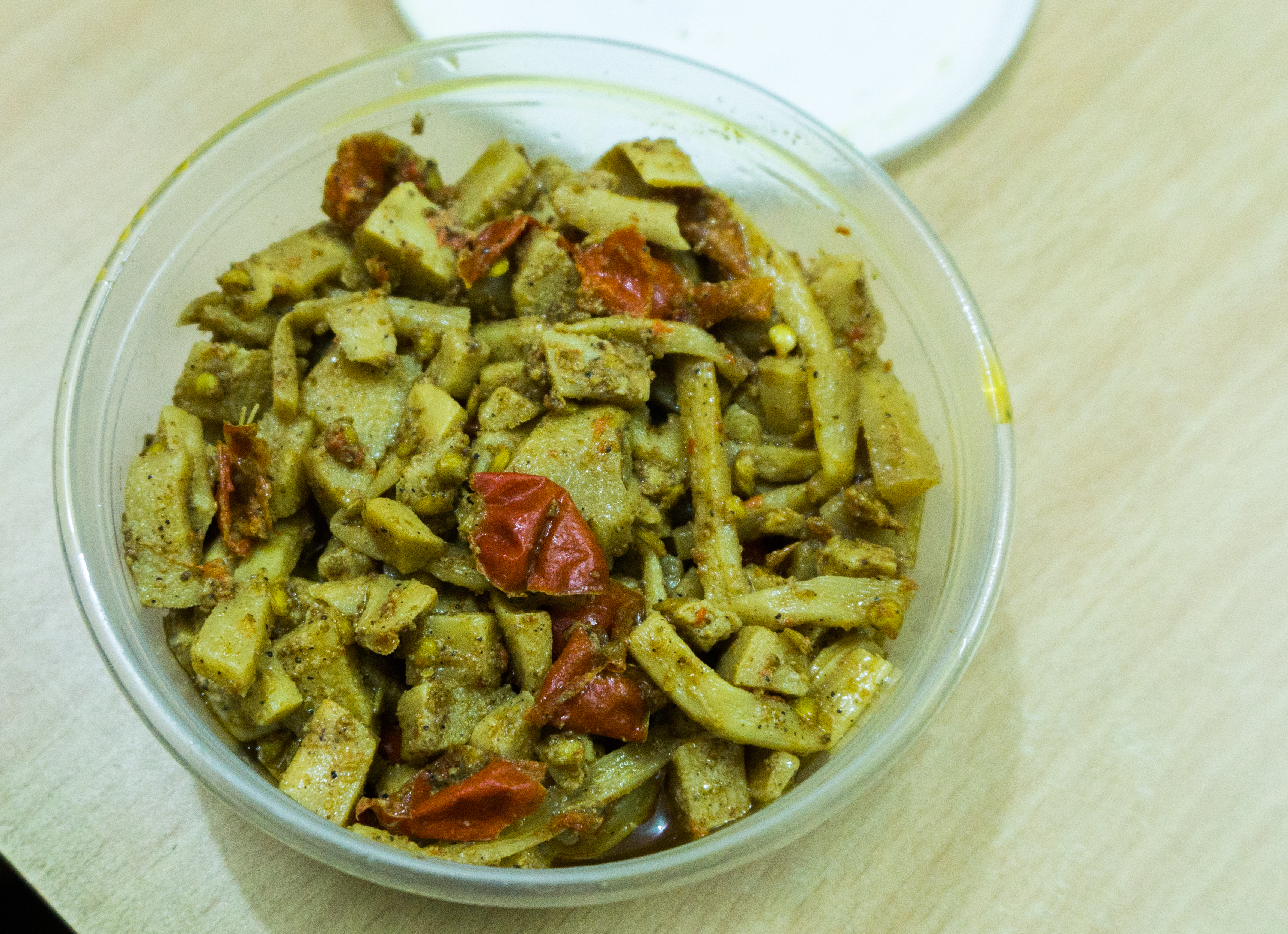
アチャール（ネパールの漬物）

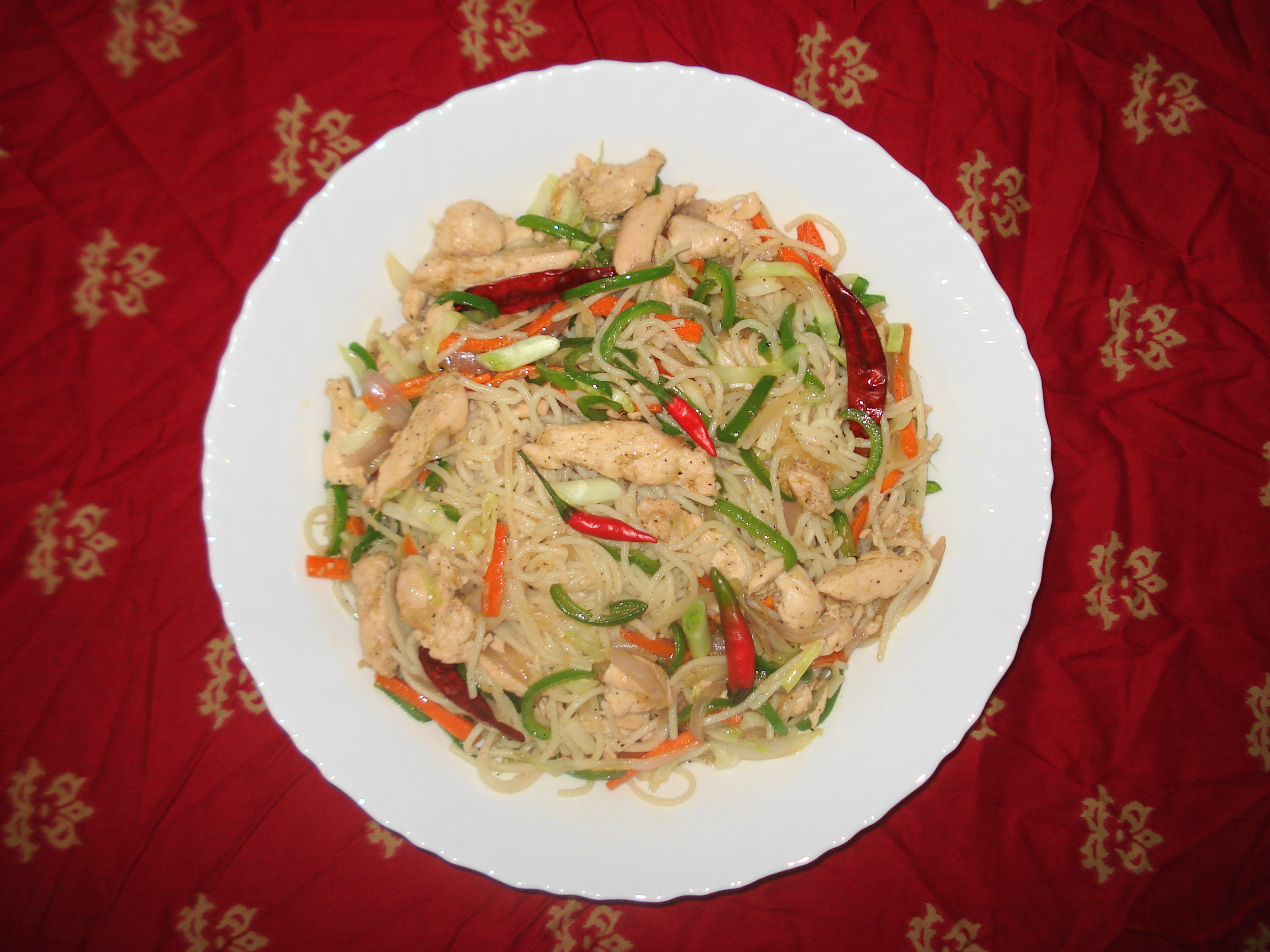
ネパール風の焼きそば・チョウメン

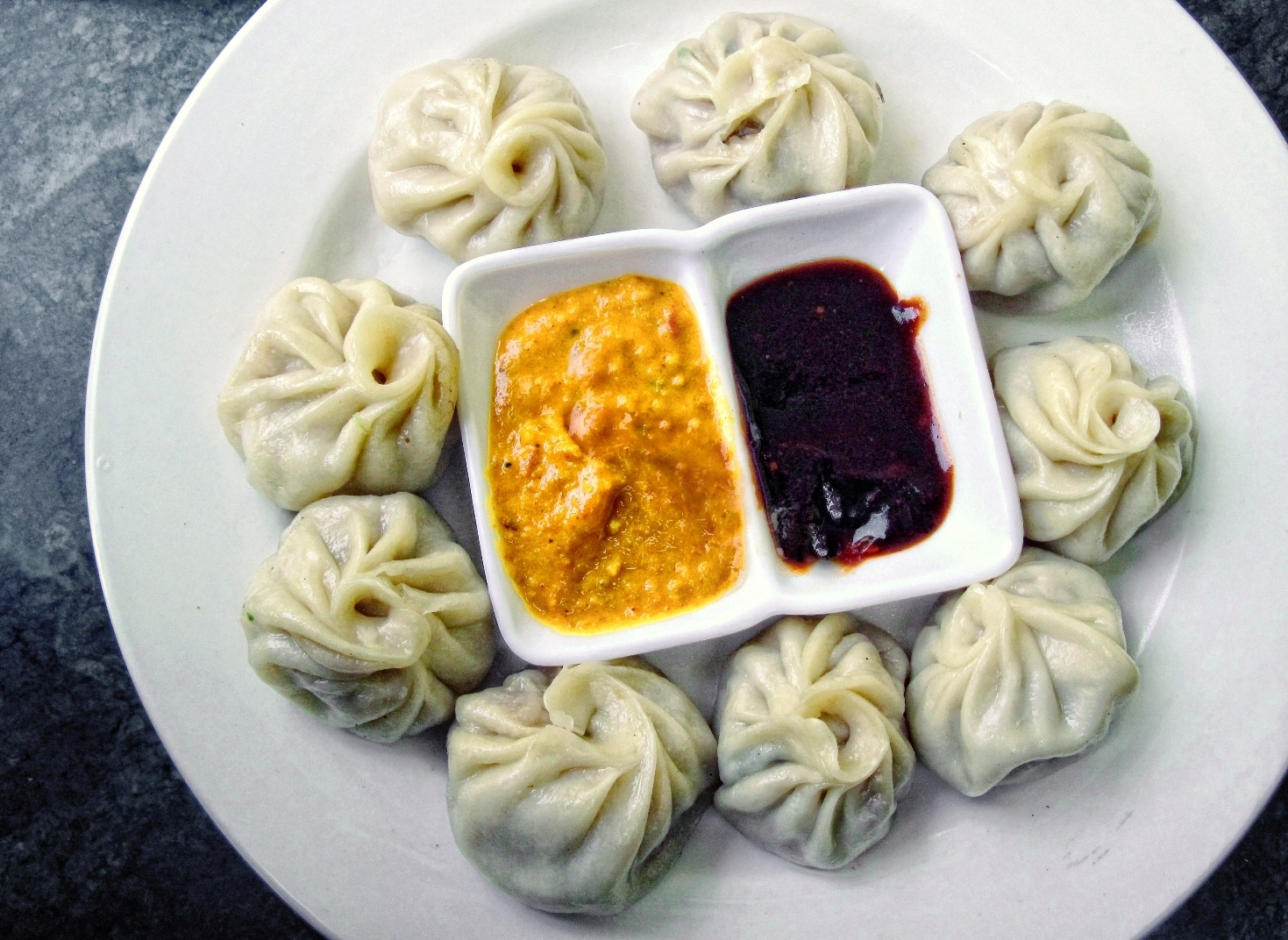
チベット文化圏で食べられるモモ

ネパールの食文化は、インド料理と中華料理・チベット料理が融合したものである。これは、ネパールの位置がインドと中国・チベットに近いために生じた現象である。
味としては、インド料理に似ているものが多い。日本にも多数のネパール料理店があるが、純粋なネパール式のダル・バート・タルカリ（ご飯とおかずのセット）を出す店は少ない。
また、限りなくインド・中華・チベット料理に近い料理が存在していても、日本のラーメンが中華風の日本の料理と見なされるのと同様に、現地では外国料理ではなくネパール国内の料理と見なされている。
なお、ネパールでは昼食を食べる習慣があまり無く、日中は菓子やチャパティなどの軽いものを口にする程度で、食事は朝食と夕食の2回が多い。
主食
バート（インディカ種が多く食べられている）など
ディロ（ソバやトウモロコシなどの粉を粥状に煮た食べ物）
チャパティ（日常ではナンよりもチャパティが多く食べられている）
ウォー、チャタマリ、バラ（豆の粉を用いて作るパンケーキの一種）
インド料理に近い食べ物
タルカリ（カレー）
ダール（主にひき割りにした豆類のかけ汁）
アチャール（ネパール式のピクルスなどの添え物）
プラオ（インド風の炊き込みご飯）
ビリヤニ（インド風のチャーハン）
ライタ（ヨーグルトサラダ）
ティッカ（肉や魚を香辛料に漬けた物。辛い物が多い。チキンティッカが有名）
サモサ（インド風の揚げギョウザ）
パパド（豆のせんべい）
ハルワ（にんじんなどを原料にしたお菓子）
ラッシー（ヨーグルトドリンク）
チヤ（ネパールチャイ）
中華料理に近い食べ物
チョウメン（ネパール風焼きそば）
鶏チリソース（中華料理よりも激辛に味付けされている）
チベット料理に近い食べ物
モモ（ネパール式蒸しギョウザ、中華料理の餃子に似ている）
茶：（チベッタンティー バター茶）
アルコール
ラキシー（蒸留酒）
チャン（どぶろく）
ククリラム（ラム酒）

### 文学

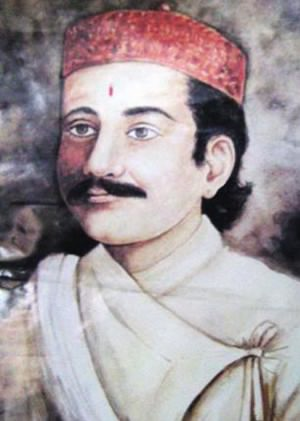
バヌバクタ・アーチャーリャ
ネパール文学における最初の詩人であり、『史上初の詩人』を意味する「アーダ・カヴィ（Aadakavi आडकवि）」の称号を授けられている

ネパール語における文学は過去数百年の間、口頭の民間伝承に存在していたと考えられている。だが、ネパール語の詩人であるバヌバクタ・アーチャーリャの作品が登場する前に書かれた文学作品の存在を示す証拠は見つかっておらず、その一方、初期の学者の殆どが書物などをサンスクリット語で記していた為、ネパール語文学の歴史を正確に年代測定することは現在も困難となっている。

### 音楽

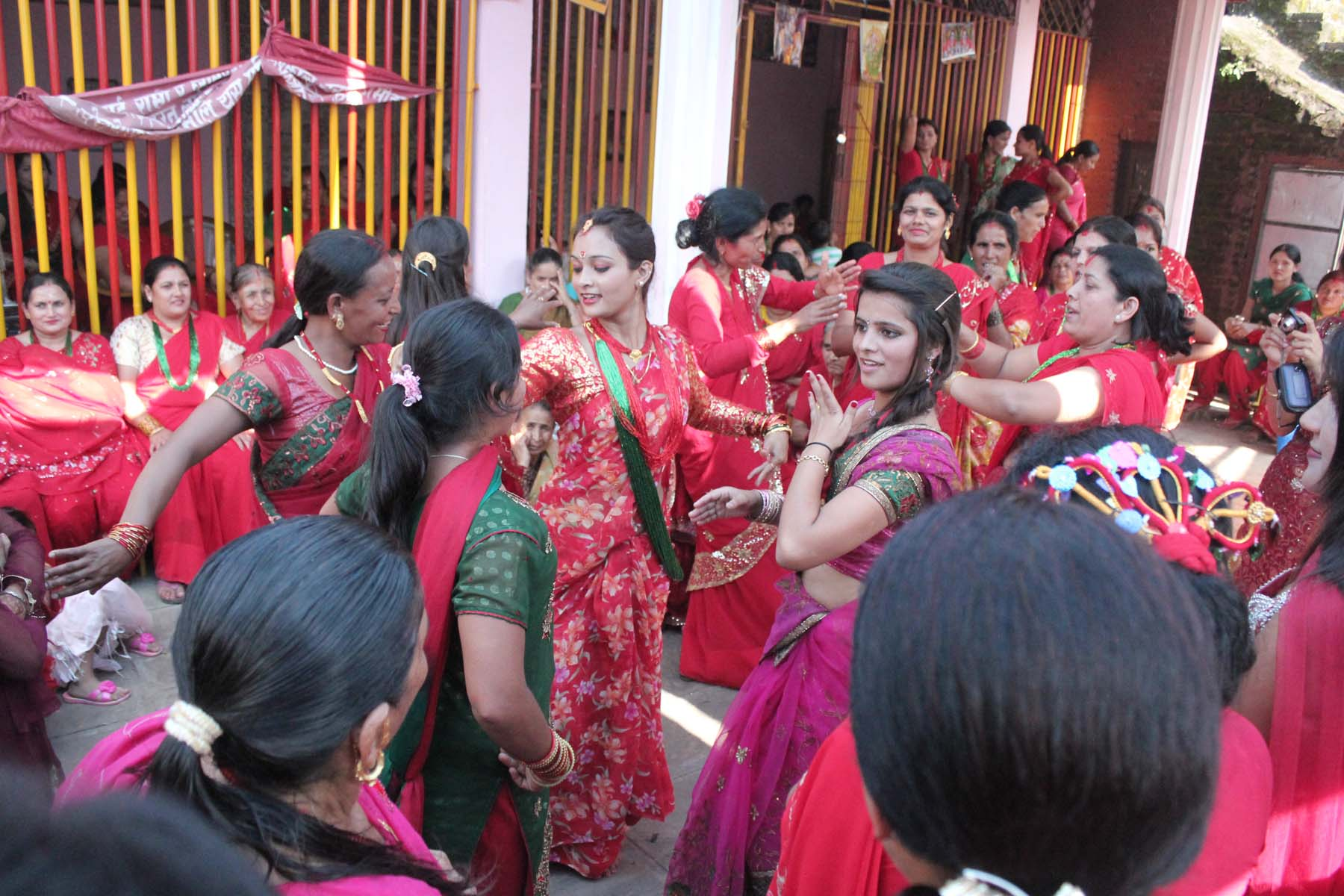
ダンスを踊るネパール女性

サランギなどを使った伝統的音楽や、『レッサム・フィリリ』などのポピュラーソングも盛んである。

### 映画
ネパール映画は「チャラチトラ（ネパール語: नेपालीचलचित्र）」の別名を持っている。また、海外ではコリウッド（英語: Kollywood）とも呼ばれている。

### 衣装

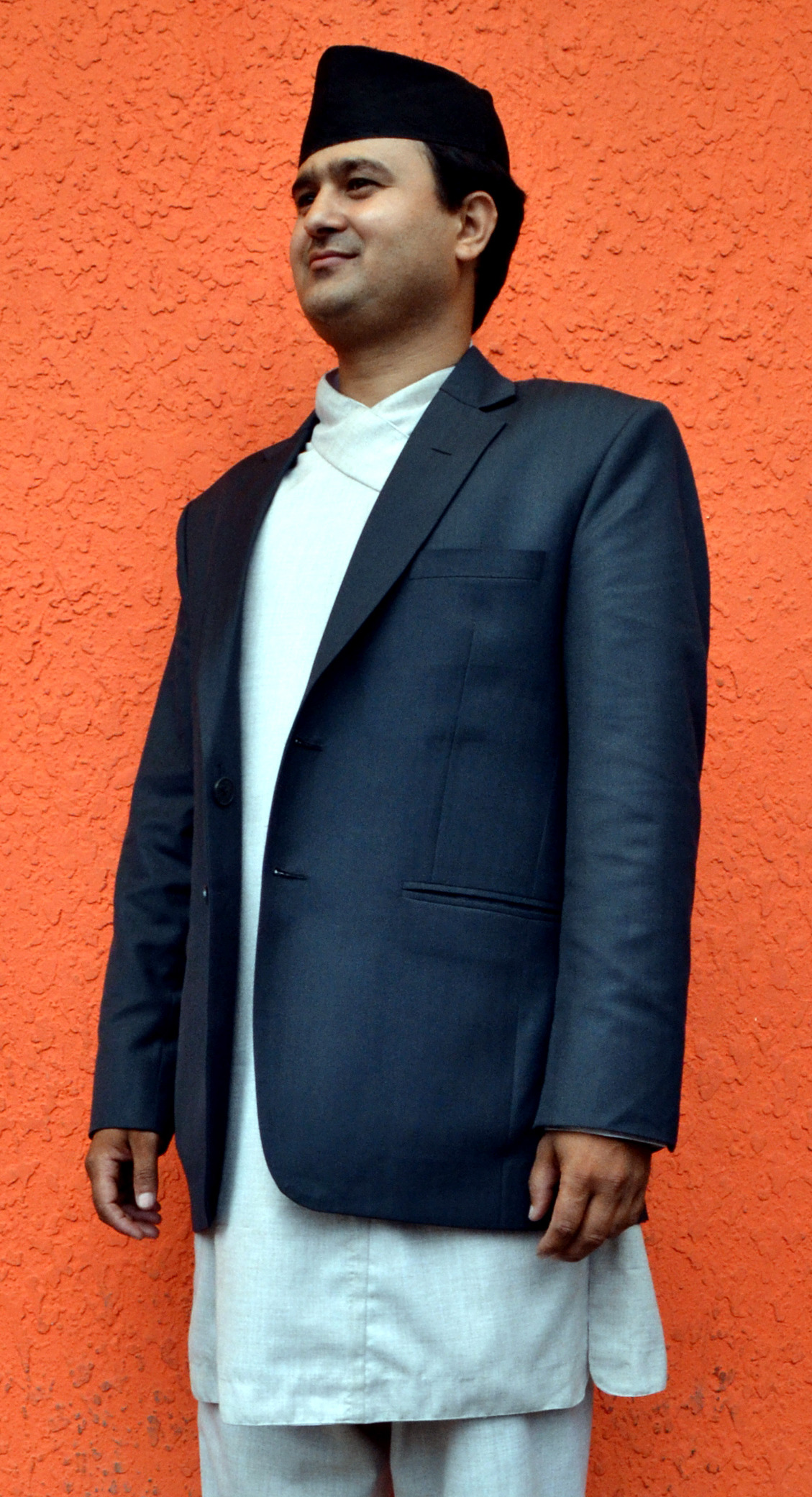
ダウラ・スルワル
ネパールにおける男性用民族服の象徴とされている。

伝統的な民族服にはダウラ・スルワルと呼ばれる、インドの民族衣装の一つであるクルター（kurtaa कुरता）に似通った形状の服が存在する。

### 建築

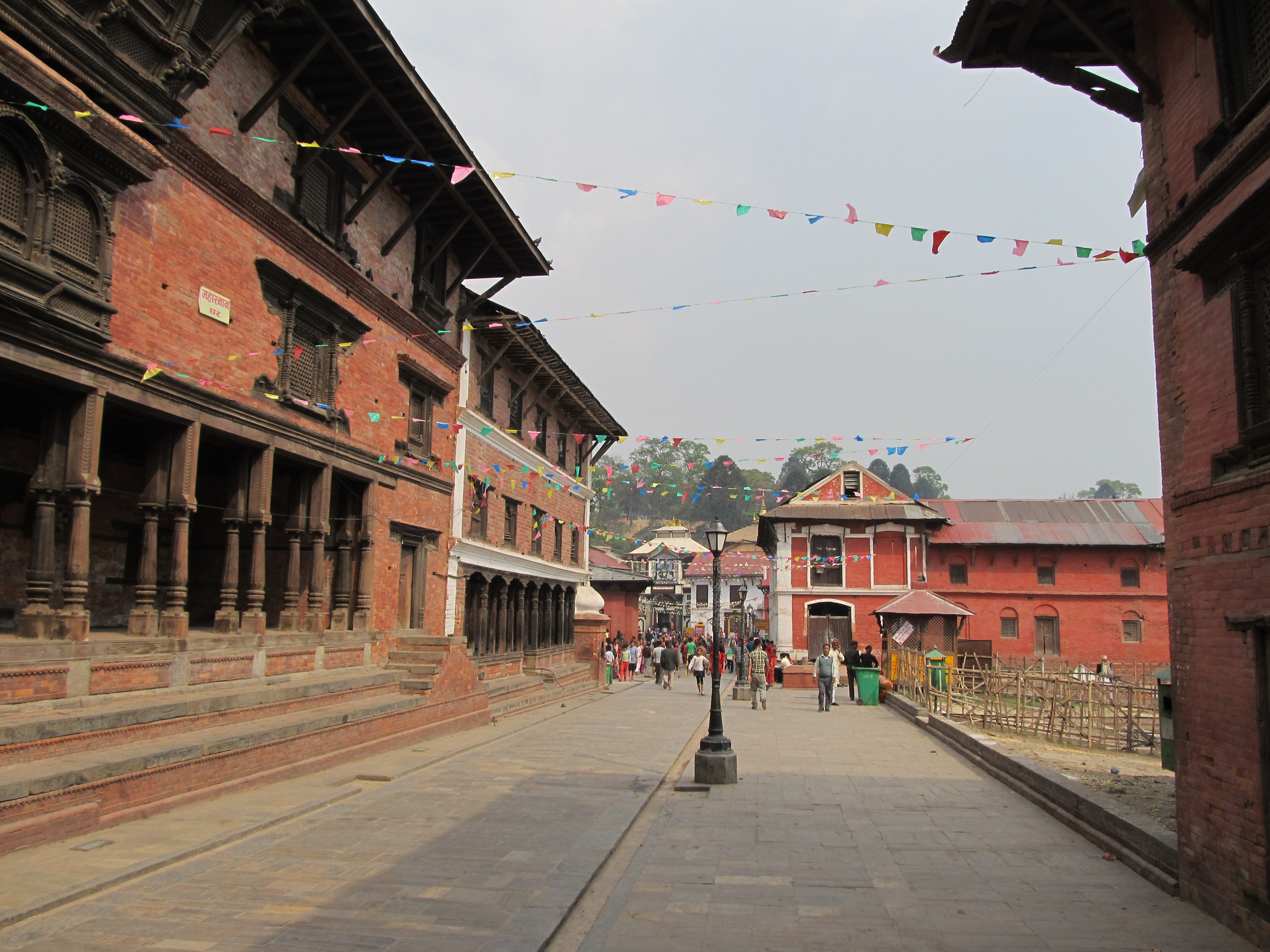
首都カトマンズに存在する伝統的な建築物

ネパールの建築は、インドやチベットならびに中国の建築文化の影響を強く受けている面を持ち合わせている。これにより、仏教建築の一つである仏塔が各所に散在している。
仏塔で有名となっているのはカトマンズの渓谷に在るボダナートである。

### 祭礼
古くから『ダサイン』と呼ばれるヒンドゥー教の主要な宗教祭が開催されている。

### 世界遺産

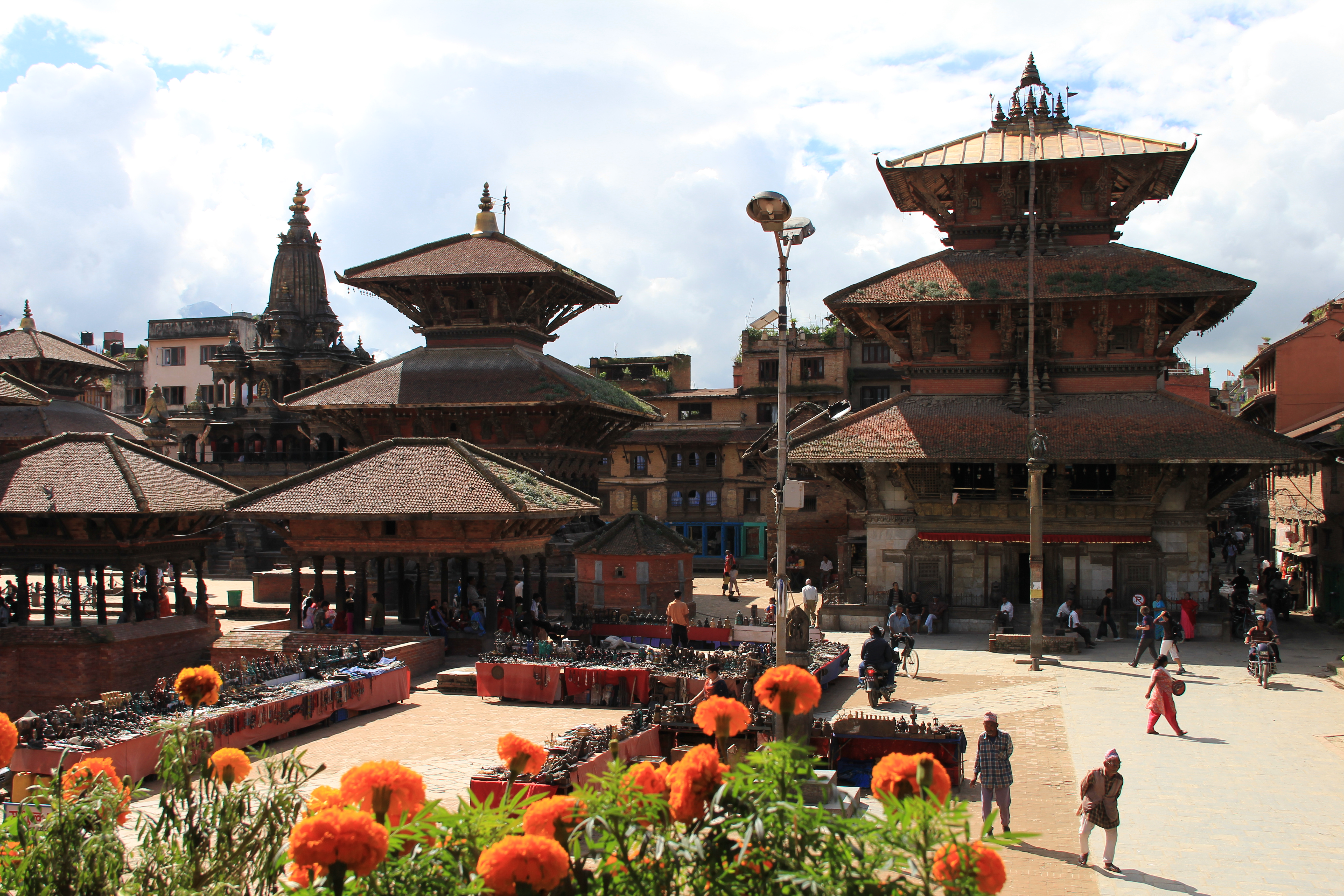
ダルバール広場（カトマンズの渓谷）

ネパール国内にはユネスコの世界遺産リストに4件が登録されている。
- サガルマータ国立公園 - （1979年、自然遺産）
- カトマンズの渓谷 - （1979年、文化遺産）
- チトワン国立公園 - （1984年、自然遺産）
- 仏陀の生誕地ルンビニ - （1997年、文化遺産）

### 祝祭日

#### 暦法
ネパールの公式の暦として現在太陽暦のビクラム暦（विक्रम संवत्、Bikram Sambat）が採用されている。略号はवि. सं.（B.S.）。
それまで使用されていた太陰暦に代えて、宰相チャンドラ・シャムシェルがB.S.1961年の新年（1904年4月）より、太陽暦のビクラム暦を公式の暦として用い始めたとされる。
歴史的には年代、地域、王朝によって、さまざまな暦が使用されてきたが、太陽暦のビクラム暦以外はすべて太陰暦だった。これまで用いられてきた暦には、ビクラム暦の他、シャハカ暦、ネパール暦（ネワール暦）、マンデーブ暦（マーナ・デーヴァ暦）、ラクシュマン・セーン暦（ラクシュマナ・セーナ暦）などがある。
西暦4月の半ば（年によって1〜2日のずれが生じる）を新年とし、ひと月の日数は29日〜32日の月があり、前半の月が多めの日数、後半の月が少なめの日数という傾向があるものの、一定していないので西暦とはずれが生じる。
なおビクラム暦はネパールの公式の暦であり、実生活でも一般に広く普及している暦であるため、日本語でネパール暦と呼ぶ例がみられるが、ネパール暦（नेपाल संवत्, Nepal Sambat)はビクラム暦とは別の暦で、新年が秋に来る太陰暦（太陽太陰暦）である。この暦は主にネワール族の間での使用に限られているので、暦名の用法に注意が必要である。
ビクラム暦は、インドのウッジャイニー（現ウッジャイン）を統治していたヴィクラマーディティヤ（ヴィクラマ・アーディティヤ）という王が、シャカ族との戦争に勝利した記念に始めた暦だといわれている。この暦の起年は紀元前57年で、西暦2008年4月13日はB.S.2065年バイサーク月（第1月）第1日にあたる。ネパールでは中世前期カス・マッラ朝時代ごろからビクラム暦の使用が銘文などに認められる。
なお太陰暦（厳密には太陽太陰暦）のビクラム暦は、月名は太陽暦のものと基本的に同じであるが、日の呼び方は太陽暦ではガテといい、太陰暦ではティティという。太陰暦のビクラム暦は約3年に1度閏月をはさむことによって太陽暦のビクラム暦とのずれを調整している（太陽太陰暦）。祭り（ビスケート・ジャートラーを除く）や宗教行事などは基本的に太陰暦のビクラム暦によっているので、西暦とのずれが生じる。
近年都市部を中心に西暦の使用も広まっているものの、実生活においてはビクラム暦の方が馴染みが深い。毎年西暦3月ごろに売り出される市販のカレンダーには太陽暦のビクラム暦をベースに、西暦と太陽太陰暦のビクラム暦を併記しているものが多い。

### スポーツ
クリケット
クリケットは最も人気のあるスポーツである。大英帝国で様々な教育を受けてきたラナ貴族が1946年にネパールクリケット協会を設立した。1951年にラナ家が崩壊し、1961年に国王が乗っ取った後、この協会はネパール全土でクリケットの普及を図るために、スポーツ省の全国スポーツ評議会の管轄下に置かれた。
国際競技連盟の国際クリケット評議会には1988年に加盟し、1996年に準会員に昇格した。2014年にはICC T20ワールドカップに出場した。2022年にトゥエンティ20方式のリーグであるネパールT20リーグが開幕した。女子クリケットも盛んであり、2007年のACCトーナメントで決勝戦に進出するという好成績を収めた。2008年の19歳以下のACC女子選手権で優勝し、2010年にそのタイトルを防衛した。
サッカー

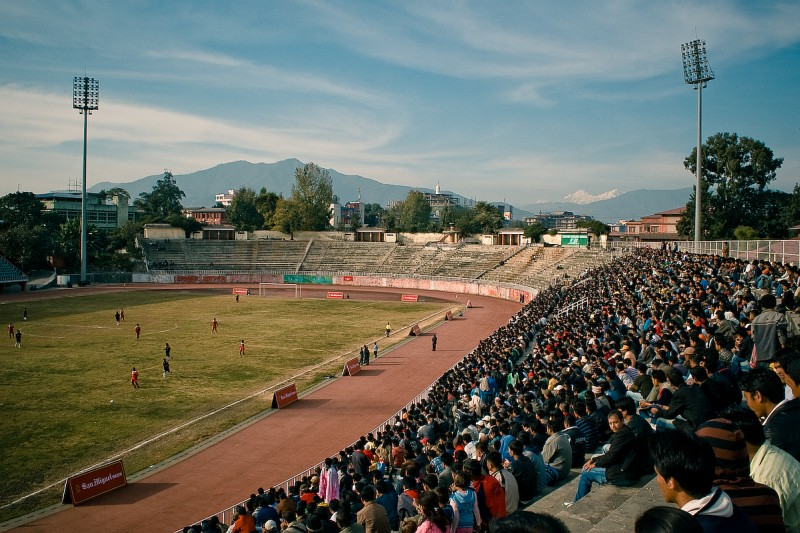
ダサラス・ランガシャラ・スタジアム

ネパール国内では近年サッカーの人気が上昇しており、2021年にプロサッカーリーグのネパール・スーパーリーグが創設された。シーズンが1ヶ月のみと短いのが特徴で、全ての試合がダサラス・ランガシャラ・スタジアムにて行われる。フランチャイズ制が採用されており、さらにはネパールサッカー協会（ANFA）が技術的支援などを行なう。初年度の2021シーズンはカトマンズ・レイザーズFCが優勝を飾っている。
サッカーネパール代表は日本サッカー協会（JFA）との関係が深く、JFAアジア貢献事業により2016年から行徳浩二が同国代表の監督を務めており、AFCソリダリティーカップ2016では優勝し大会の初代王者に輝いている。

## 著名な出身者
- シェル・ウッパディヤ（英語版） - 元外交官、現ファッションデザイナー

## 象徴

### 国獣
ネパールの国獣はウシで、初代大統領ラーム・バラン・ヤーダブにより2015年9月20日付で正式に承認されたものである 。

### 国鳥
国鳥はニジキジである。

### 国花
国花はシャクナゲである 。